# Lannemezan
Lannemezan (prononcé en français : [lanməzɑ̃]) est une commune française située dans l'est du département des Hautes-Pyrénées, en région Occitanie. Ses habitants sont appelés les Lannemezanais. Sur le plan historique et culturel, la commune est dans la région gasconne de Magnoac, située sur le plateau de Lannemezan, qui reprend une partie de l’ancien Nébouzan, qui possédait plusieurs enclaves au cœur de la province de Comminges et a évolué dans ses frontières jusqu’à plus ou moins disparaitre.
Exposée à un climat de montagne, elle est drainée par l'Arrats, la Save, le Gers, la Baïse, le canal de la Neste, la Baïse Darré et la Galavette. La commune possède un patrimoine naturel remarquable composé de trois zones naturelles d'intérêt écologique, faunistique et floristique.
Lannemezan est une commune urbaine qui compte 5 810 habitants en 2022. Elle est dans l' unité urbaine de Lannemezan et fait partie de l'aire d'attraction de Lannemezan. Ses habitants sont appelés les Lannemezanais ou  Lannemezanaises.
Depuis le 24 décembre 2003, Lannemezan appartenait à la communauté de communes du Plateau de Lannemezan, dont elle était la principale commune. Depuis le 1er janvier 2014, elle appartient à la communauté de communes du Plateau de Lannemezan et des Baïses, devenue le 1er janvier 2017 la communauté de communes du Plateau de Lannemezan Neste-Baronnies-Baïses, dont elle demeure la ville la plus importante.

## Géographie

### Localisation
De manière générale, Lannemezan est une bastide située au centre du plateau de Lannemezan entre Tarbes et Toulouse sur la Petite Baïse. La ville de Lannemezan a une superficie de 1 903 hectares. Entre Atlantique et Méditerranée, au débouché des vallées pyrénéennes, Lannemezan s'impose comme une cité stratégique par sa position géographique privilégiée.
Lannemezan étant située à plus de 500 mètres d'altitude et éloignée de la côte Atlantique, le climat y est de type semi-continental, avec des hivers froids et souvent neigeux. Les printemps sont maussades, l'été est chaud et orageux, l'automne est agréable jusqu'à la mi novembre.
Lannemezan se situe à l'est du département des Hautes-Pyrénées, à 12 km de la frontière avec la Haute-Garonne (31) à l'est, 40 km de la frontière avec le Gers (32) au nord et 75 km de la frontière avec l'Espagne au sud (tunnel Aragnouet-Bielsa).

### Communes limitrophes

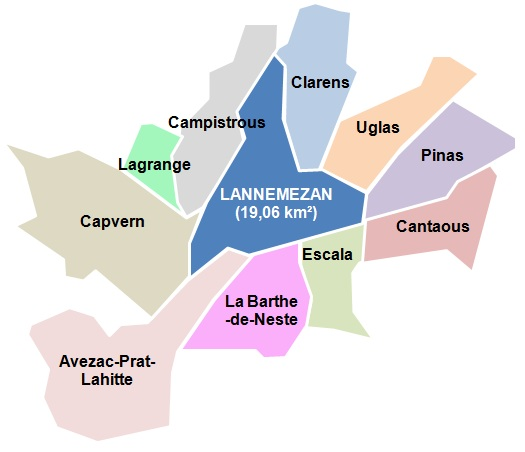
Communes voisines de Lannemezan.

Les communes limitrophes sont Avezac-Prat-Lahitte, La Barthe-de-Neste, Campistrous, Capvern, Clarens, Escala, Pinas, Uglas, Cantaous et Galez.
| Campistrous                             | Clarens    | Uglas    |
| Capvern                                 | Lannemezan | Pinas    |
| Avezac-Prat-Lahitte, La Barthe-de-Neste | Escala     | Cantaous |

#### Distance à quelques grandes villes françaises
L'orientation et la localisation de Lannemezan par rapport à quelques grandes villes françaises sont données dans le tableau suivant (les distances sont données par l'itinéraire le plus rapide, par la route) :
| Ville       | Tarbes | Toulouse | Bayonne | Bordeaux | Montpellier | Marseille | Nantes | Lyon   | Nice   | Paris  | Brest  | Lille    | Strasbourg |
| Distance    | 37 km  | 126 km   | 190 km  | 268 km   | 359 km      | 524 km    | 609 km | 656 km | 688 km | 801 km | 907 km | 1 017 km | 1 147 km   |
| Orientation | (O)    | (NE)     | (O)     | (NO)     | (E-NE)      | (E-NE)    | (N-NO) | (NE)   | (E)    | (N-NE) | (N-NO) | (N)      | (NE)       |

### Altitudes

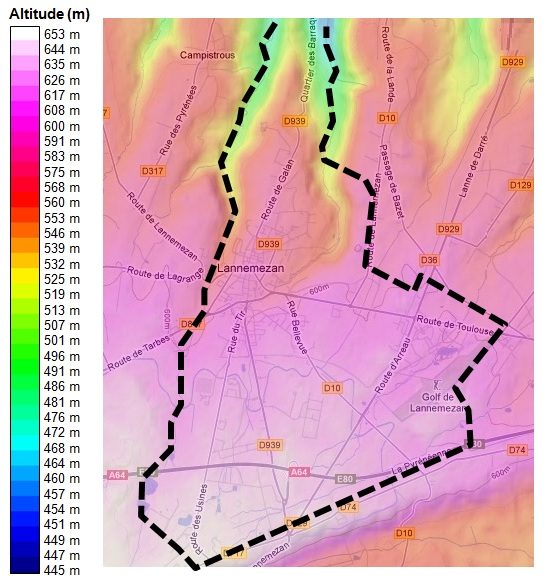
Altitudes observées sur la commune de Lannemezan (minimale : 442 mètres - maximale : 647 mètres - moyenne : 545 mètres).

Les variations d'altitude sont importantes sur le territoire de la commune. L'altitude minimale est de 442 mètres, l'altitude maximale est de 647 mètres. L'altitude moyenne est de 545 mètres, et l'hôtel de ville se situe quant à lui à 580 mètres.

### Géologie et relief
Il y a 50 millions d’années, poussé par des mouvements de compression, le faible relief qui constitue les pré-Pyrénées s’élève de nouveau. Les glaciers et les torrents qui dévalent ses pentes soumettent la montagne à une érosion qui se déverse au pied de celle-ci. Tout en continuant de s’élever, la montagne érige l’amas de ses dépôts et forme ainsi le plateau de Lannemezan, tête d'un gigantesque piémont qui imprime son empreinte dans une grande partie du Sud-Ouest, jusqu'à la Garonne à plus de 100 km au nord. Haut perché et soumis aux quatre vents, le site s’attribue déjà une identité propre qui allait aider à son histoire et à sa renommée.
Le sol est composé de terres incultes et stériles, parsemé de bois, de taillis, coupé de marécages et de landes. Le terrain est d'origine calcaire avec une couche de terre arable ne dépassant pas vingt centimètres. On exploite la tourbe dans la lande près de La Barthe-de-Neste. L'analyse du sol sur la commune de Lannemezan montre les résultats présentés dans le tableau suivant.
| Profondeur (en cm) | % Argiles       | % Limons            | % Limons                  | % Sables              | % Sables                      | % de matière organique dans la couche |
| ------------------ | --------------- | ------------------- | ------------------------- | --------------------- | ----------------------------- | ------------------------------------- |
| Profondeur (en cm) | Totales (<2 μm) | Fins (de 2 à 20 μm) | Grossiers (de 20 à 50 μm) | Fins (de 50 à 200 μm) | Grossiers (de 200 à 2 000 μm) | % de matière organique dans la couche |
| 0–20 cm            | 25 %            | 22 %                | 10 %                      | 21 %                  | 19 %                          | 7,7 %                                 |
| 20–55 cm           | 26 %            | 20 %                | 11 %                      | 22 %                  | 20 %                          | 3,7 %                                 |
| 55–100 cm          | 17 %            | 18 %                | 8 %                       | 25 %                  | 32 %                          | -                                     |
| 100–235 cm         | 26 %            | 17 %                | 8 %                       | 21 %                  | 30 %                          | -                                     |

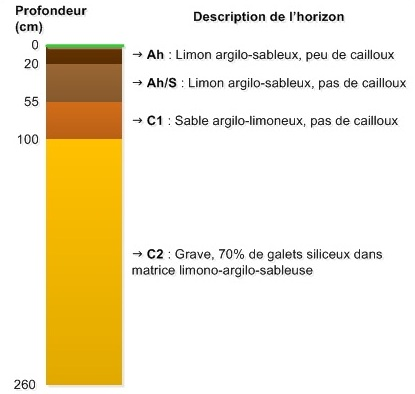
Sous-sol caractéristique de Lannemezan et son plateau.

Le plateau culmine à plus de 600 m d'altitude au voisinage de Lannemezan. Le sommet de ce piémont fait face à la partie pyrénéenne de vallée de la Neste, rivière qui oblique ensuite vers l'est au pied du plateau. Les autres rivières (Gers, Baïse, etc.), s'écoulent radialement depuis ce point vers le nord-ouest, le nord et le nord-est, et l'altitude du plateau baisse progressivement. Côté sud, ce plateau est encore relié au massif pyrénéen par une étroite langue de terre, entre Izaux et Avezac. Sinon, il se termine au sud-ouest et au sud-est par un surplomb abrupt et des collines résiduelles (Capvern, Mauvezin, etc.) faisant face à la chaîne pyrénéenne.

### Végétation naturelle
La végétation naturelle de Lannemezan et sa petite région est caractérisée par un paysage de lande, bien que l'humidité des sols soit très variable suivant leur localisation (en particulier par rapport à leur proximité avec les cours d'eau).
Ainsi, dans les zones humides proches des rivières s'étendent de nombreuses tourbières caractérisées par des ajoncs nains (Ulex minor), du millepertuis des marais (Hypericum elodes L.) ou des prairies humides sur lesquelles s'étendent des trompettes de méduse (Narcissus bulbocodium L.), de l'avoine de Thore (Pseudarrhenatherum longifolium) ou des aulnes (Alnus).
Dans les zones plus sèches se développent davantage d'espèces ligneuses telles que les chênes des Pyrénées, aussi connus sous le nom de chênes tauzins (Quercus pyrenaica), des chênes pédonculés (Quercus robur) ou des châtaigniers (Castanea sativa Mill).

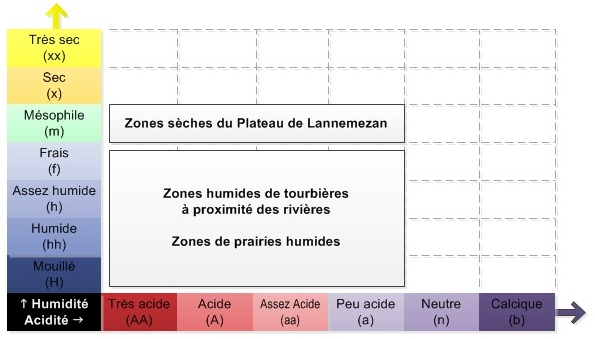
Diagramme humidité / acidité (pH) de la végétation présente sur le plateau de Lannemezan.

Dans tous les cas, les sols sont plutôt de type acides à humidité variable, ce qui impose certaines contraintes pour le développement des espèces végétales. Ces contraintes de développement sont représentées sur le diagramme humidité/acidité ci-contre.

### Hydrographie
Dix-huit rivières prennent leur source sur le plateau de Lannemezan ou passent sur le territoire de la commune. Les principales sont mentionnées dans le tableau suivant.

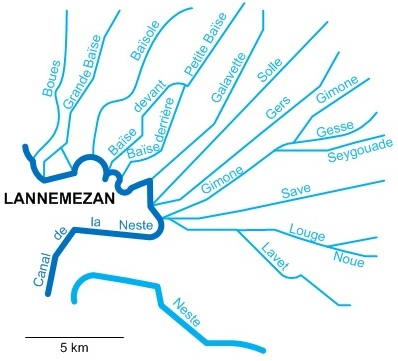
Rivières prenant naissance sur le plateau de Lannemezan.

| Rivière                           | Longueur | Lieu de la Source                                                    | Confluent                  | Lieu de confluence               |
| --------------------------------- | -------- | -------------------------------------------------------------------- | -------------------------- | -------------------------------- |
| La Baïse                          | 188 km   | Capvern-les-Bains (Hautes-Pyrénées)                                  | Garonne (rive gauche)      | Saint-Léger (Lot-et-Garonne)     |
| La Petite Baïse (ou Baïse devant) | 75 km    | Lannemezan (Hautes-Pyrénées)                                         | Baïse (rive droite)        | L'Isle-de-Noé (Gers)             |
| La Baïse Darré                    | 11 km    | Avezac-Prat-Lahitte (Hautes-Pyrénées)                                | Petite Baïse (rive gauche) | Clarens (Hautes-Pyrénées)        |
| La Sole                           | 20 km    | Tajan (Hautes-Pyrénées)                                              | Petite Baïse (rive droite) | Guizerix (Hautes-Pyrénées)       |
| La Galavette                      | 13 km    | Lannemezan (Hautes-Pyrénées)                                         | Petite Baïse (rive droite) | Galez (Hautes-Pyrénées)          |
| La Baïsole                        | 47 km    | Lagrange (Hautes-Pyrénées)                                           | Baïse (rive droite)        | L'Isle-de-Noé (Gers)             |
| Le Gers                           | 175 km   | Lannemezan (Hautes-Pyrénées)                                         | Garonne (rive gauche)      | Layrac (Lot-et-Garonne)          |
| La Neste                          | 73 km    | Arreau (Hautes-Pyrénées) Réunion des Neste d'Aure et Neste du Louron | Garonne (rive gauche)      | Montréjeau (Haute-Garonne)       |
| La Save                           | 148 km   | La Barthe-de-Neste (Hautes-Pyrénées)                                 | Garonne (rive gauche)      | Grenade (Haute-Garonne)          |
| L'Arrats                          | 131 km   | Plateau de Lannemezan (Hautes-Pyrénées)                              | Garonne (rive gauche)      | Valence-d'Agen (Tarn-et-Garonne) |
| Le Bouès                          | 63 km    | Capvern (Hautes-Pyrénées)                                            | Arros (rive droite)        | Beaumarchés (Gers)               |
| La Gimone                         | 136 km   | Plateau de Lannemezan (Hautes-Pyrénées)                              | Garonne (rive gauche)      | Castelferrus (Tarn-et-Garonne)   |
| La Gesse                          | 53 km    | Plateau de Lannemezan (Hautes-Pyrénées)                              | Save (rive gauche)         | Espaon (Gers)                    |
| La Louge                          | 100 km   | Plateau de Lannemezan (Hautes-Pyrénées)                              | Garonne (rive gauche)      | Muret (Haute-Garonne)            |

### Climat
Le climat qui caractérise la commune est qualifié, en 2010, de « climat océanique dégradé des plaines du Centre et du Nord », selon la typologie des climats de la France qui compte alors huit grands types de climats en métropole. En 2020, la commune ressort du type « climat océanique altéré » dans la classification établie par Météo-France, qui ne compte désormais, en première approche, que cinq grands types de climats en métropole. Il s’agit d’une zone de transition entre le climat océanique et les climats de montagne et semi-continental. Les écarts de température entre hiver et été augmentent avec l'éloignement de la mer. La pluviométrie est plus faible qu'en bord de mer, sauf aux abords des reliefs.
Les paramètres climatiques qui ont permis d’établir la typologie de 2010 comportent six variables pour les températures et huit pour les précipitations, dont les valeurs correspondent à la normale 1971-2000. Les sept principales variables caractérisant la commune sont présentées dans l'encadré ci-après.
| Paramètres climatiques communaux sur la période 1971-2000 - Moyenne annuelle de température : 11,1 °C - Nombre de jours avec une température inférieure à −5 °C : 3,8 j - Nombre de jours avec une température supérieure à 30 °C : 4,2 j - Amplitude thermique annuelle : 14,3 °C - Cumuls annuels de précipitation : 992 mm - Nombre de jours de précipitation en janvier : 9,6 j - Nombre de jours de précipitation en juillet : 7,4 j |

Avec le changement climatique, ces variables ont évolué. Une étude réalisée en 2014 par la Direction générale de l'Énergie et du Climat complétée par des études régionales prévoit en effet que la  température moyenne devrait croître et la pluviométrie moyenne baisser, avec toutefois de fortes variations régionales. La station météorologique de Météo-France installée sur la commune et mise en service en 1970 permet de connaître en continu l'évolution des indicateurs météorologiques. Le tableau détaillé pour la période 1981-2010 est présenté ci-après.
| Mois                                  | jan.            | fév.             | mars             | avril           | mai           | juin         | jui.           | août           | sep.        | oct.          | nov.            | déc.             | année     |
| ------------------------------------- | --------------- | ---------------- | ---------------- | --------------- | ------------- | ------------ | -------------- | -------------- | ----------- | ------------- | --------------- | ---------------- | --------- |
| Température minimale moyenne (°C)     | 0,6             | 1,2              | 3,1              | 4,8             | 8,5           | 11,8         | 13,8           | 14             | 11,2        | 8,1           | 3,7             | 1,4              | 6,9       |
| Température moyenne (°C)              | 4,9             | 5,6              | 7,9              | 9,6             | 13,2          | 16,6         | 18,8           | 18,8           | 16,2        | 12,7          | 8               | 5,6              | 11,5      |
| Température maximale moyenne (°C)     | 9,1             | 10               | 12,7             | 14,4            | 17,9          | 21,3         | 23,7           | 23,7           | 21,1        | 17,3          | 12,3            | 9,9              | 16,2      |
| Record de froid (°C) date du record   | −17 08.01.1985  | −14,1 11.02.1986 | −10,7 06.03.1971 | −3,9 04.04.1996 | −1,1 07.05.10 | 2,1 01.06.06 | 6,4 11.07.1993 | 5,7 29.08.1986 | 2 25.09.02  | −2,8 25.10.03 | −10 23.11.1988  | −11,3 03.12.1973 | −17 1985  |
| Record de chaleur (°C) date du record | 21,4 05.01.1999 | 23,6 28.02.1997  | 25,6 26.03.06    | 28 30.04.05     | 30,9 30.05.01 | 35 29.06.19  | 37,1 03.07.15  | 37,2 13.08.03  | 33 07.09.16 | 30,1 07.10.09 | 25,8 03.11.1970 | 24,1 04.12.1985  | 37,2 2003 |
| Précipitations (mm)                   | 106,9           | 82               | 98,9             | 120             | 124,2         | 86           | 70,5           | 75,4           | 79,9        | 92,6          | 113             | 109,9            | 1 159,3   |

### Hiver
Située sur le plateau de Lannemezan, qui porte son nom; la commune est sujette à des hivers modérément froids et potentiellement neigeux, comme dans l’Est de la France. On à affaire à de la semi-continentalité.

### Été
Les étés y sont largement plus frais qu’au bord de la Garonne. C’est supportable, il n’a jamais fait 40 °C à Lannemezan. Les journées tournent généralement à 26 °C et les nuits à 13 °C.

#### Climat de Lannemezan selon la classification de Köppen

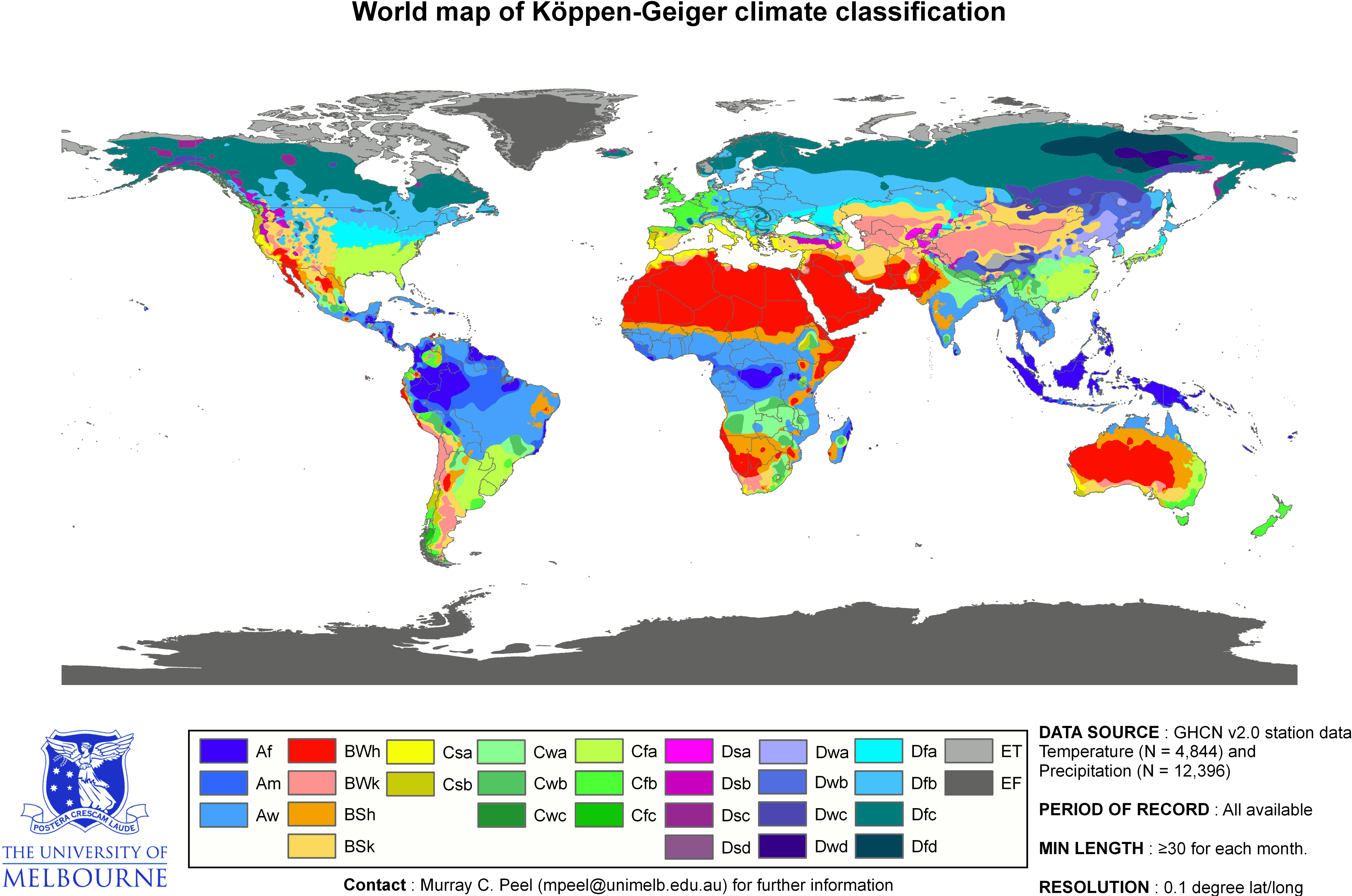
La classification de Köppen.

Selon la classification de Köppen, la ville de Lannemezan se situe dans la catégorie « Cfb », c’est-à-dire un climat océanique :
Le C (1re lettre) exprime le climat : climat tempéré :
- Températures moyennes des trois mois les plus froids comprises entre −3 °C et 18 °C (5,4 °C à Lannemezan)
- Température moyenne du mois le plus chaud supérieure à 10 °C (18,8 °C à Lannemezan)
- Les saisons été et hiver sont bien définies

Le f (2e lettre) exprime le régime pluviométrique :
- Climat humide
- Précipitations tous les mois de l'année
- Pas de saison sèche

Le b (3e lettre) exprime les variations de températures : été tempéré :
- Température moyenne du mois le plus chaud inférieure ou égale à 22 °C (18,8 °C à Lannemezan)
- Températures moyennes des quatre mois les plus chauds supérieure à 10 °C (17,9 °C à Lannemezan).

La ville est donc sujette à un climat océanique (Köppen : Cfb), à tendance semi-continentale.

### Voies de communication

#### Réseau routier

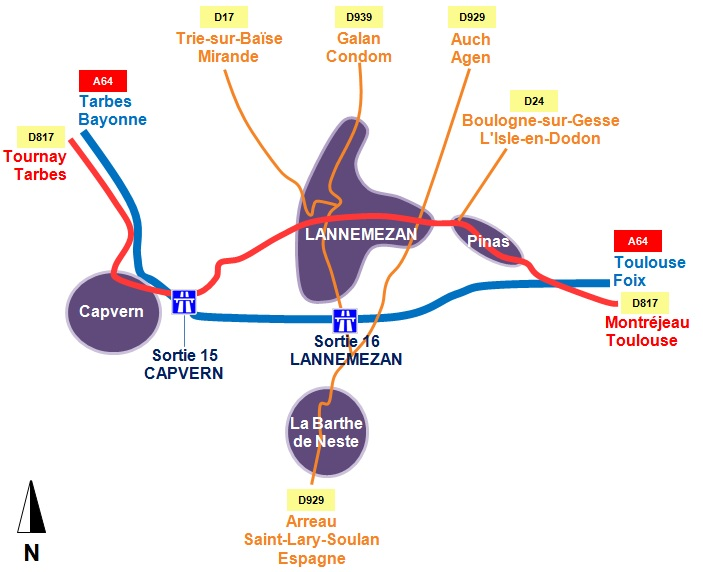
Accès routiers à Lannemezan.

Lannemezan est une ville de passage, desservie par de nombreux axes routiers. Ceux-ci sont en majorité d'orientation nord / sud et est / ouest. Voici le détail :
| Orientation de l'axe              | Route                                                                          | Axe                             | Commune précédente traversée | Commune suivante traversée |
| --------------------------------- | ------------------------------------------------------------------------------ | ------------------------------- | ---------------------------- | -------------------------- |
| est/ouest (de Toulouse à Bayonne) | A64E80 : Autoroute La Pyrénéenne · 15 Capvern à l'ouest · 16 Lannemezan au sud | Toulouse / Bayonne              | 17 Montréjeau                | 14 Tournay                 |
| est/ouest (de Toulouse à Bayonne) | D817 (ex N117)                                                                 | Toulouse / Bayonne              | Pinas                        | Capvern                    |
| nord/sud (du Gers à l'Espagne)    | D929                                                                           | Auch / Arreau                   | Uglas                        | La Barthe-de-Neste         |
| nord/sud (du Gers à l'Espagne)    | D939                                                                           | Galan / Lannemezan              | Galez                        | -                          |
| nord/sud (du Gers à l'Espagne)    | D24                                                                            | Boulogne-sur-Gesse / Lannemezan | Villeneuve-Lécussan          | -                          |
| nord/sud (du Gers à l'Espagne)    | D 17                                                                           | Trie-sur-Baïse / Lannemezan     | Campistrous                  | -                          |

#### Réseau ferroviaire

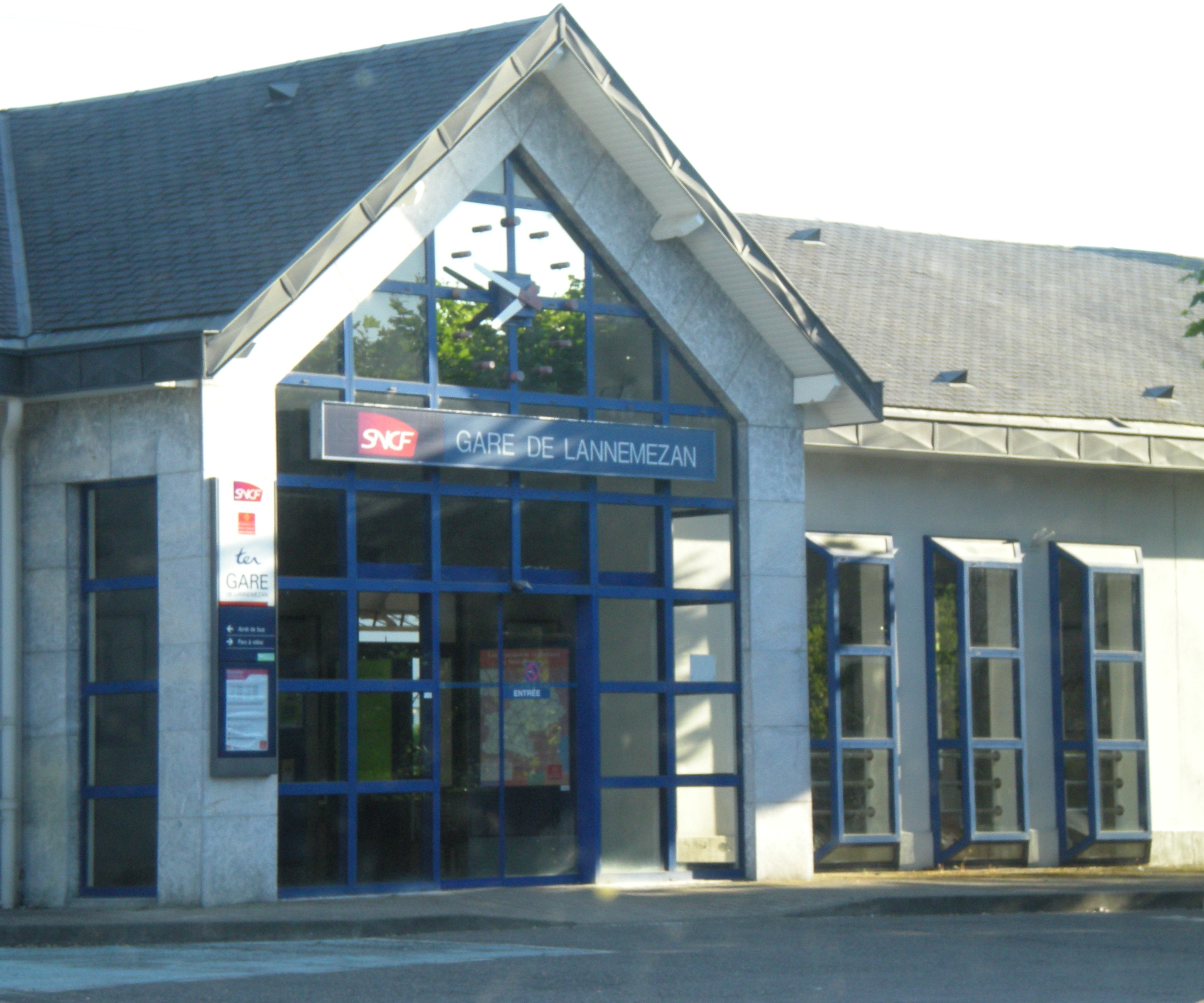
Gare SNCF de Lannemezan, sur la ligne Bayonne-Toulouse.

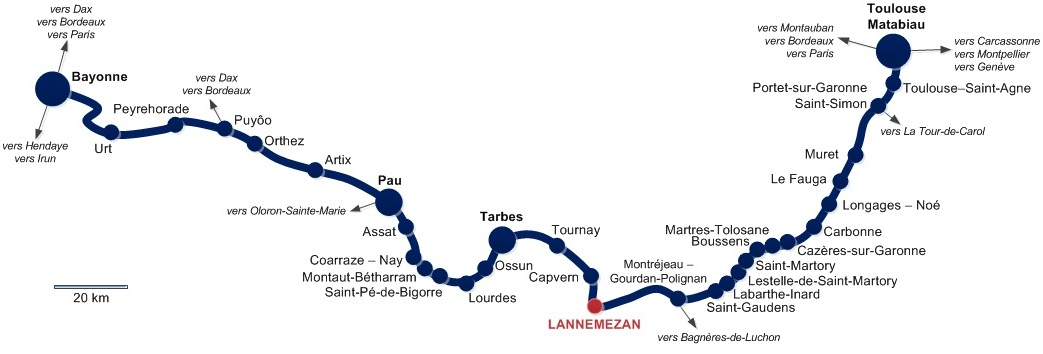
Localisation de Lannemezan sur la ligne ferroviaire Toulouse - Bayonne.

Lannemezan se situe sur la ligne Toulouse-Bayonne. La gare de Lannemezan SNCF est située avenue de la Gare, sur la ligne de Toulouse à Bayonne, à 1,7 km du centre-ville. La gare précédente est celle de Montréjeau Gourdan-Polignan en venant de Toulouse, la gare suivante est celle de Capvern. Une autre ligne partait de Lannemezan jusqu'à la gare d'Arreau-Cadéac, mais celle-ci n'est plus en service. Les différents types de train desservant actuellement la gare de Lannemezan sont :
| Type de train             | Ligne                                  | Gare précédente               | Gare suivante      |
| ------------------------- | -------------------------------------- | ----------------------------- | ------------------ |
| Intercités Arc Atlantique | ligne Toulouse-Matabiau / Hendaye-Irun | Montréjeau - Gourdan-Polignan | Capvern ou Tournay |
| TER Occitanie             | ligne Toulouse-Matabiau / Tarbes       | Montréjeau - Gourdan-Polignan | Capvern ou Tournay |
| TER Occitanie             | ligne Toulouse-Matabiau / Lourdes      | Montréjeau - Gourdan-Polignan | Capvern ou Tournay |
| Intercités de nuit        | ligne Genève-Cornavin / Hendaye-Irun   | Montréjeau - Gourdan-Polignan | Capvern ou Tournay |

Un projet de traversée centrale des Pyrénées, permettant de relier Toulouse à Saragosse, est actuellement en développement. Cette ligne emprunterait la ligne actuelle Toulouse/Bayonne, jusqu'à Lannemezan. La gare de Lannemezan serait un nœud ferroviaire, à partir duquel une nouvelle ligne permettrait de rejoindre l'Espagne, grâce à un tunnel creusé dans la vallée d'Aure (à Hèches). Cette nouvelle ligne désengorgerait les deux autres voies traditionnelles (par Hendaye au Pays basque et Cerbère en Catalogne), tout en désenclavant les Pyrénées centrales et la vallée d'Aran en Espagne.

#### Aéroports
Trois aéroports internationaux sont situés à moins de 150 km de Lannemezan :
- Aéroport de Tarbes-Lourdes-Pyrénées (TLP) (40 km) ;
- Aéroport de Pau-Pyrénées (90 km) ;
- Aéroport de Toulouse-Blagnac (130 km).

### Risques et catastrophes naturelles
La commune est placée sous surveillance par rapport à certains risques naturels et technologiques possibles :
- Inondation ;
- Risque industriel ;
- Séisme : zone de sismicité 1B ;
- Transport de marchandises dangereuses.

Les dernières catastrophes naturelles passées sur la commune sont les suivantes, depuis 1980 (de la plus récente à la plus ancienne) :
| Date                        | Catastrophe naturelle observée à Lannemezan                                                    |
| --------------------------- | ---------------------------------------------------------------------------------------------- |
| 13/12/2019                  | Tempête                                                                                        |
| 24/05/2007                  | Inondations et coulées de boue                                                                 |
| 27/07/2006                  | Inondations et coulées de boue                                                                 |
| du 01/07/2003 au 30/09/2003 | Mouvements de terrain différentiels consécutifs à la sécheresse et à la réhydratation des sols |
| du 25/12/1999 au 29/12/1999 | Inondations, coulées de boue et mouvements de terrain                                          |
| du 06/11/1982 au 10/11/1982 | Tempête                                                                                        |

## Urbanisme

### Typologie
Au 1er janvier 2024, Lannemezan est catégorisée petite ville, selon la nouvelle grille communale de densité à sept niveaux définie par l'Insee en 2022.
Elle appartient à l'unité urbaine de Lannemezan, une agglomération intra-départementale regroupant quatre  communes, dont elle est ville-centre,,. Par ailleurs la commune fait partie de l'aire d'attraction de Lannemezan, dont elle est la commune-centre,. Cette aire, qui regroupe 65 communes, est catégorisée dans les aires de moins de 50 000 habitants,.

### Occupation des sols
L'occupation des sols de la commune, telle qu'elle ressort de la base de données européenne d’occupation biophysique des sols Corine Land Cover (CLC), est marquée par l'importance des territoires agricoles (42,3 % en 2018), en diminution par rapport à 1990 (45 %). La répartition détaillée en 2018 est la suivante : 
forêts (20,4 %), zones agricoles hétérogènes (19,9 %), zones urbanisées (19,2 %), prairies (16,9 %), zones industrielles ou commerciales et réseaux de communication (12,8 %), terres arables (5,5 %), espaces verts artificialisés, non agricoles (3,8 %), mines, décharges et chantiers (1,4 %).
L'IGN met par ailleurs à disposition un outil en ligne permettant de comparer l’évolution dans le temps de l’occupation des sols de la commune (ou de territoires à des échelles différentes). Plusieurs époques sont accessibles sous forme de cartes ou photos aériennes : la carte de Cassini (XVIIIe siècle), la carte d'état-major (1820-1866) et la période actuelle (1950 à aujourd'hui).

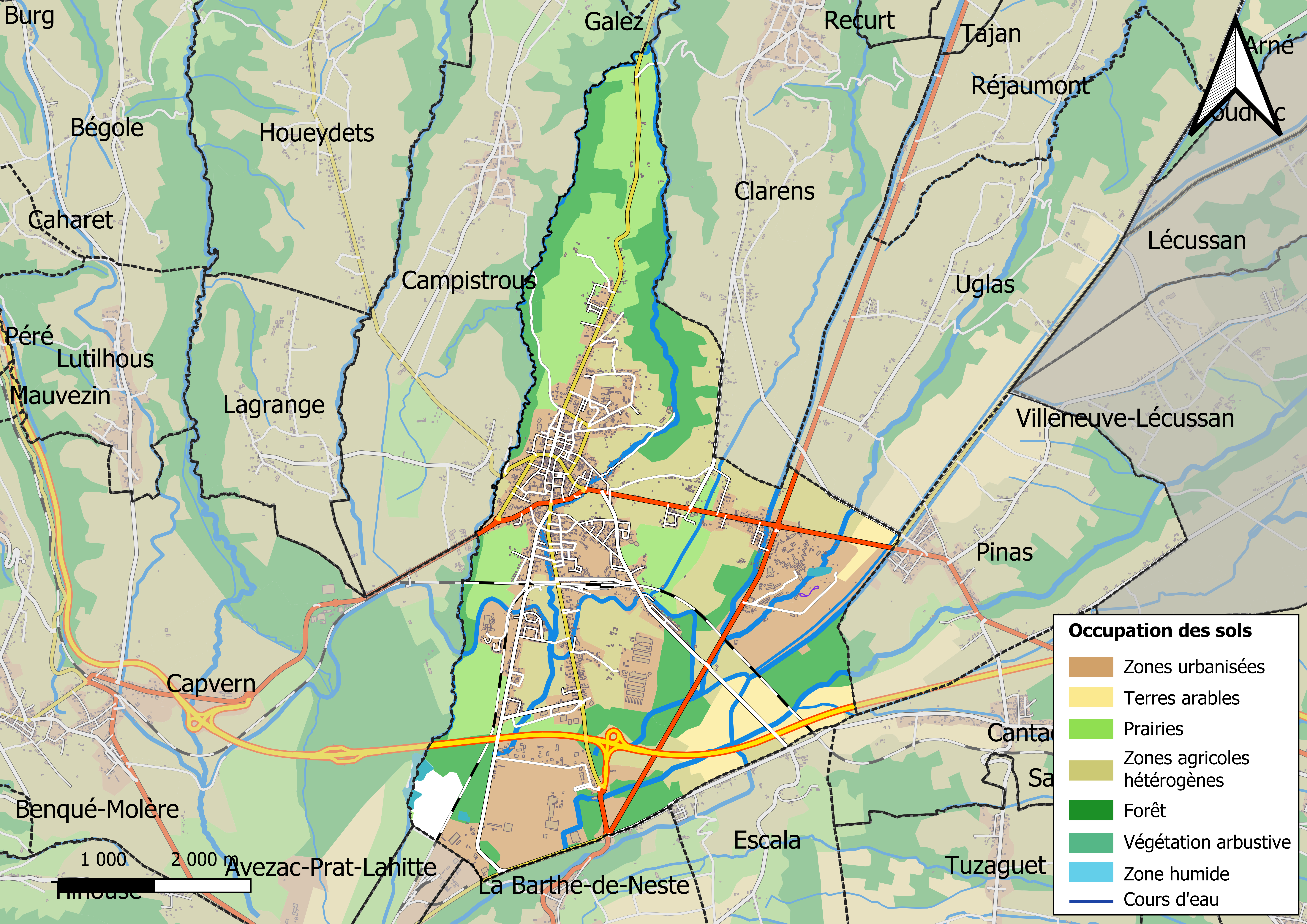
Carte des infrastructures et de l'occupation des sols en 2018 (CLC) de la commune.
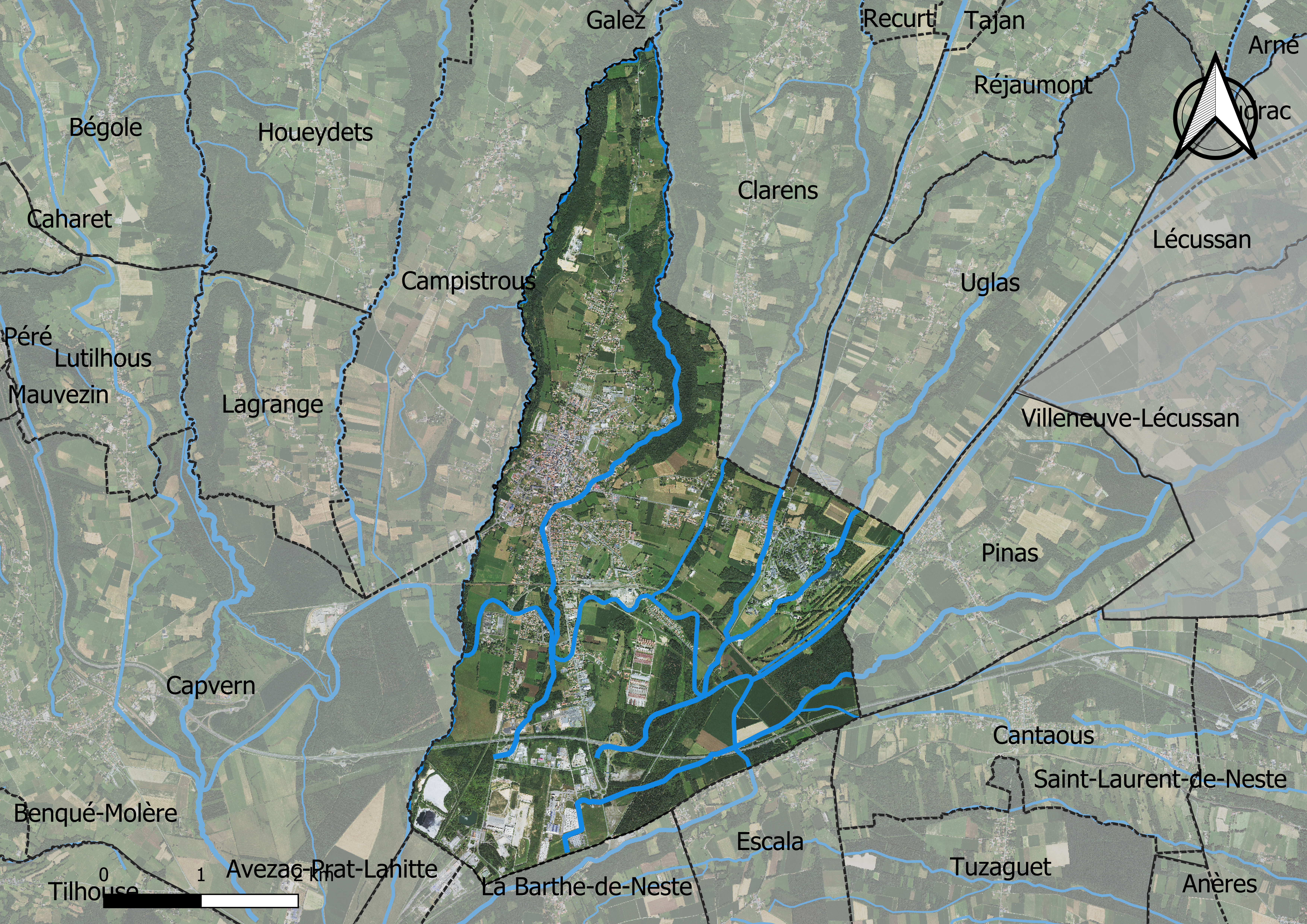
Carte orthophotogrammétrique de la commune.

### Morphologie urbaine

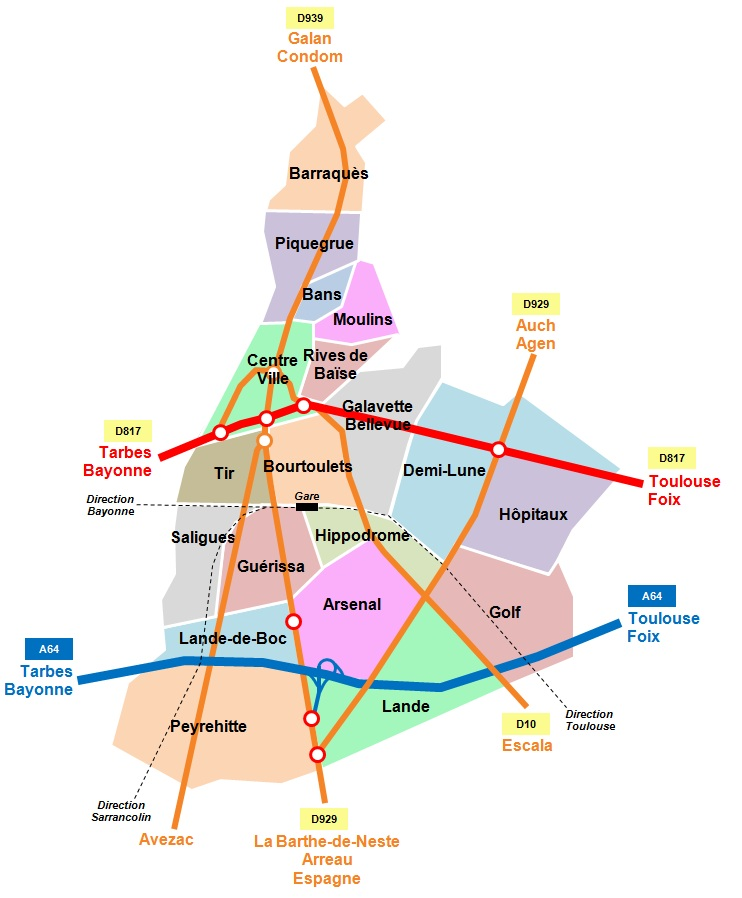
Morphologie urbaine : localisation des quartiers de Lannemezan.

La ville de Lannemezan a plutôt une orientation sud / nord, et se constitue des quartiers principaux suivants :
- Le centre-ville : bâti autour de l'hôtel de ville et de l'église Saint-Jean-Baptiste, le centre-ville est le cœur historique de la ville et fut rénové depuis une dizaine d'années. Ainsi, la nouvelle place des Droits-de-l'Homme-et-du-Citoyen où siège l'Office du tourisme et qui fait face au récent kiosque est le lieu des animations et des manifestations de la ville. La rue Thiers, rue centrale, est la plus commerçante de la commune et présente l'entrée de la galerie commerciale Paul-Bert, où se situe la salle du Renouveau du Plateau. De même la place de la Poste, récemment rénovée, permet un agréable repos grâce à ses deux fontaines et ses massifs floraux.
- Las Moulias, les Bans et Piquegrue : au nord, le quartier des moulins (ou de las moulias) autour de la cité des bans, du collège, est en pleine mutation grâce à la construction de nouveaux lotissements et d'un centre médico-social.
- Les Bourtoulets, la Galavette et l'Hippodrome : autour du boulevard des Tilleuls et près de la gare SNCF, le quartier se situe en hauteur par rapport au centre-ville et se déploie autour d'un large boulevard agréable pour les promenades.
- Le Guérissa, la Lande et les Saligues : quartier le plus récent, se situe en bordure du bois de la Plantade et du canal de la Neste. Il est grandement constitué de pavillons bordant de nombreux espaces verts assurant calme à leurs habitants.
- La Demi-Lune : à l'écart de la ville, ce quartier est bâti autour du grand parc de loisirs de la Demi-Lune, bordant le canal de la Neste, le golf et le complexe hospitalier de Lannemezan.

### Logement

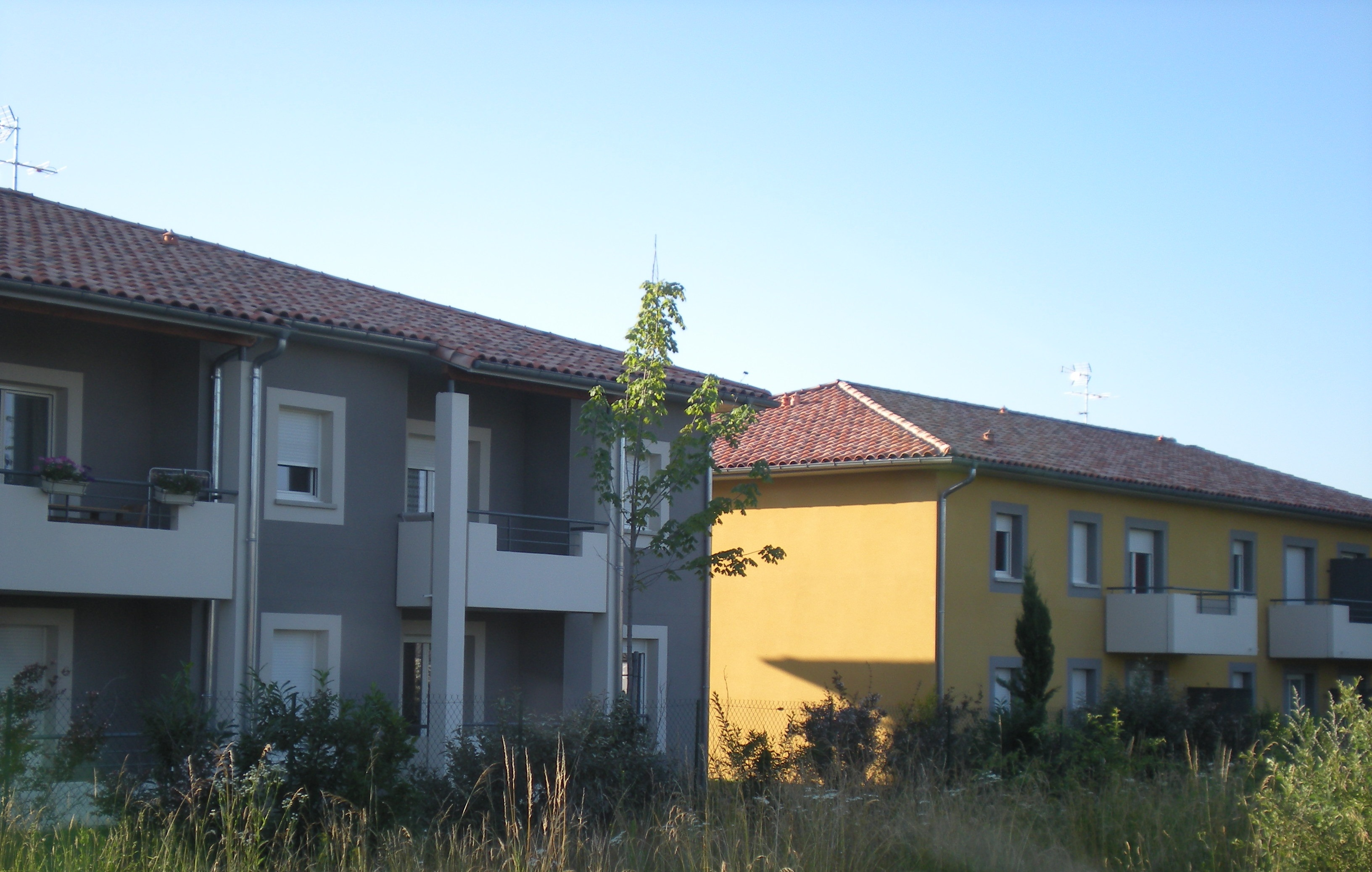
Une des nouvelles résidences construites à Lannemezan, près de la gare.

Les statistiques concernant le logement dans la ville sont regroupées dans le tableau suivant :
| Critère                       | Lannemezan | Moyenne nationale |
| ----------------------------- | ---------- | ----------------- |
| Résidences principales        | 85,5 %     | 83 %              |
| Résidences secondaires        | 3,5 %      | 10,1 %            |
|                               |            |                   |
| Logements vacants             | 11 %       | 8 %               |
| Maisons individuelles         | 57,4 %     | 56,8 %            |
| Appartements                  | 38,4 %     | 40,4 %            |
| Autres types de logements     | 4,2 %      | 2,8 %             |
|                               |            |                   |
| Propriétaires                 | 50,9 %     | 55,3 %            |
| Locataires                    | 42,8 %     | 39,8 %            |
| Personnes logées gratuitement | 6,3 %      | 4,9 %             |

### Transports en commun

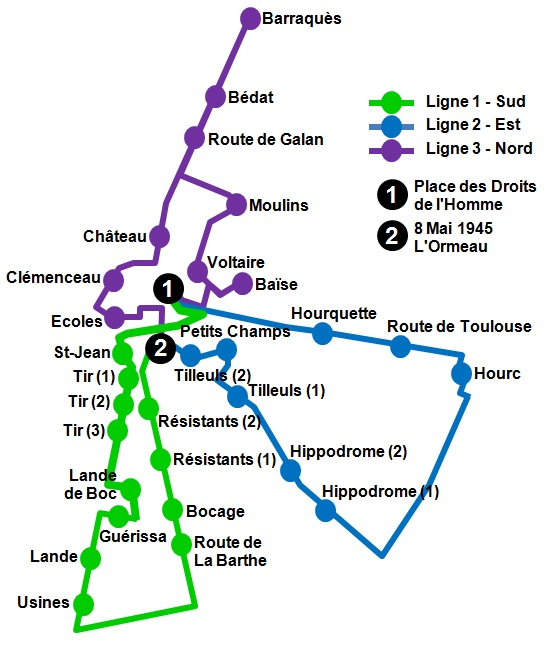
Lignes de bus de Lannemezan.

Une navette a été mise en place deux jours par semaine (mercredi et vendredi), avec accès favorisé pour les personnes âgées. Trois circuits sont disponibles :
| Ligne 1 Ligne Sud (14 arrêts)         | Ligne 2 Ligne Est (9 arrêts)   | Ligne 3 Ligne Nord (10 arrêts) |
| ------------------------------------- | ------------------------------ | ------------------------------ |
| Place des Droits-de-l'Homme           |                                |                                |
| Rue Saint-Jean                        | Rue du Hourquet                | Rue de la Baïse                |
| Rue du Tir (3 arrêts)                 | Route de Toulouse              | Rue Voltaire                   |
| Rue de la Lande-de-Boc                | Rue du Hourc                   | Rue des Moulins                |
| Rue du Guérissa                       | Rue de l'Hippodrome (2 arrêts) | Route de Galan                 |
| Rue de la Lande                       | Boulevard des Tilleuls         | Chemin du Bédat                |
| Rue des Usines                        | Rue des Petits-Champs          | Rue des Barraquès              |
| Route de la Barthe-de-Neste           | Boulevard des Tilleuls         | Place du Château               |
| Allée du Bocage                       |                                | Rue Georges-Clemenceau         |
| Rue des Résistants (2 arrêts)         | Rue des Écoles                 |                                |
| Rue du 8-Mai-1945                     |                                |                                |
| Rue du 8-Mai-1945 - Place de l'Ormeau |                                |                                |

### Projets d'aménagements

#### Nouveaux lotissements
De très nombreux projets immobiliers ont été lancés dans la ville, afin d'améliorer l'habitat à Lannemezan, ainsi que d'augmenter la capacité de logement, permettant de limiter l'effet de diminution de la population lannemezanaise.
Parmi ceux-ci, le Clos des Moulins, livré en 2007, présente 44 logements répartis sur quatre bâtiments d'un étage, à proximité du collège et du stade. Toujours à proximité du collège, la cité des familles est constituée de 16 logements à loyer modéré. En 2008, deux autres résidences ont ouvert leurs portes à proximité du quartier des Bourtoulets, du boulevard des Tilleuls et de la gare : la Villalodge du Parc, constituée de 16 villas et 54 appartements, et la résidence de la Chêneraie, constituée de 62 appartements répartis sur quatre bâtiments d'un étage. Enfin, au nord de la commune, sur la route de Galan, la Bastide de Piquegrue a été créée en 2009. Elle comporte 34 villas jumelées.

#### Centre-ville et place du Château
Au niveau de la réhabilitation du centre-ville, la majorité des rues et des places ont été refaites à neuf depuis 15 ans. Un projet de ravalement de façades, en association avec la mairie, est organisé. Enfin, la construction d'immeubles à la place du Château, prévue pour 2010, servira à fermer complètement la place pour lui donner un caractère plus urbain.

#### Reconversion du CM10[24]
La ville de Lannemezan a racheté les 110 ha de terrains militaires du centre mobilisateur no 10 à l'État en 2009, pour la somme de 930 000 €. Sur ces terrains, trois zones vont être délimitées : la première zone de commerce et d'artisanat, la seconde servira à la construction d'une résidence tertiaire et enfin la dernière zone sera un espace de développement intercommunal.

## Toponymie
Lannemezan signifierait la demi lune, comme Lannemaignan dans le Gers.
Autre hypothèse : le nom de Lannemaignan est composé du gascon lane, « lande », suivi du nom de famille Maignan du premier propriétaire des terres.
Néanmoins, le plateau de Lannemezan étant situé à mi-chemin entre l'Atlantique et la Méditerranée, Lannemezan peut aussi signifier, en occitan gascon, évolution locale du latin reliée à l'euskara, Lanamesa : la lande du milieu.
En effet, landa existait déjà en gaulois, et lano- signifiait la plaine, suivi de l'ibérique mesa.
C'est le gascon lane, « lande », suivi de l'adjectif majanna, medanna, mezanna, « médiane », qui donne son nom à Lannemezan, « la lande du milieu ». Plus que sa situation entre Atlantique et Méditerranée, c'est sa place de zone frontière entre la Bigorre et le Comminges qui lui vaut ce nom.

## Histoire[28]

### Antiquité
Les auteurs romains comparent la Gaule aquitaine aux Ibères. On y parlait des langues aquitaniques, c'est-à-dire d'anciens euskaras dérivés de l'ibérique.

### Le Moyen Âge
Géraud d'Aure-Larboust, seigneur qui règne sur le plateau de Lannemezan, fonde en 1274 le village fortifié de Lennemezan dans la lande de Boc, probablement sur l'emplacement d'une tour de guet antérieure. Pour peupler le lieu, il lui accorde une charte de franchise.
La lande de Boc (lande du bouc) est ancien repaire de bandouliers (bandits de grands chemins), mais aussi de sorcières. En effet, on parlait d'anciens euskaras dans la région durant l'antiquité : il s'agissait donc d'akelarres autour d'Akerbeltz, typiquement persécutés par l’Église.
En 1345, Gaston III de Foix-Béarn achète Lannemezan à Géraud II d'Aure-Larboust pour la somme de 1700 livres tournois et attache le village à sa vicomté de Nébouzan. En 1388, le chroniqueur Jean Froissart passe par « le châtel de Lamesen ».

### L'époque moderne
Catherine de Navarre, héritier des biens des Foix-Béarn, accorde en 1500 à Lannemezan le droit de tenir un marché chaque mercredi, ainsi qu'une foire quatre fois dans l'année. En 1569, sa petite-fille Jeanne d'Albret charge Gabriel Ier de Montgomery de reconquérir ses terres confisquées par le roi de France. À la tête d'une armée protestante de 3 000 hommes, Montgomery met en coupe réglée les pays pyrénéens. À Lannemezan, l'église Saint-Jean-Baptiste et les maisons des prêtres sont brûlées.
En 1607, Henri IV rattache la vicomté de Nébouzan au royaume de France et en 1630, la ville compte 130 feux.
À la Révolution, Lannemezan est rattachée au département des Hautes-Pyrénées. Son premier maire, Dominique Lagleize, est nommé en 1790 et son dernier seigneur, Marc II Bertand François de Lassus, condamné à mort par le tribunal révolutionnaire de Paris, est guillotiné en 1794.

### XIXesiècle

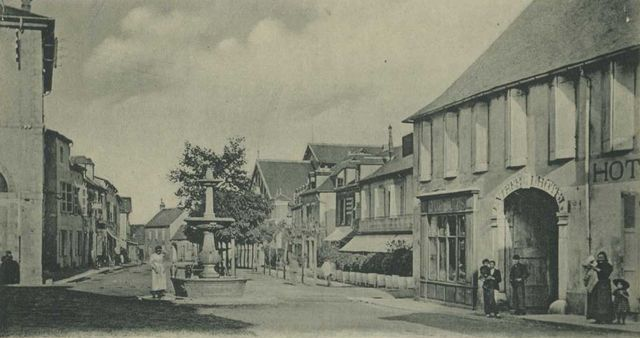
Ancienne fontaine de la place de la République.

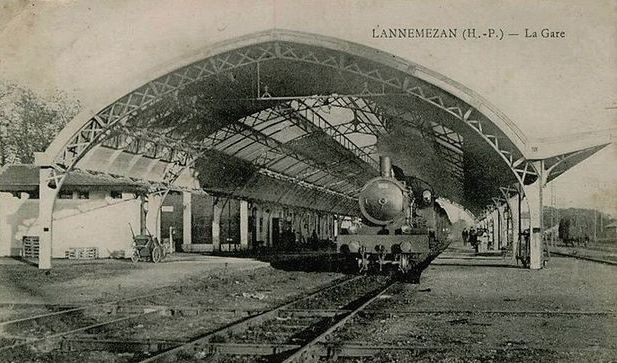
Gare au début du XXe siècle.

Tout au long du XIXe siècle, Lannemezan se dote de diverses infrastructures.
Une fontaine, depuis déplacée, est installée face à la mairie en 1848.
La gare est mise en service en 1867 par la Compagnie des chemins de fer du Midi et du canal latéral à la Garonne.
La halle au grain, œuvre disparue de l'architecte Isidore Bonnemaison, est édifiée à l'occasion du centenaire de la Révolution en 1889.

### LeXXesiècleet le début duXXIesiècle

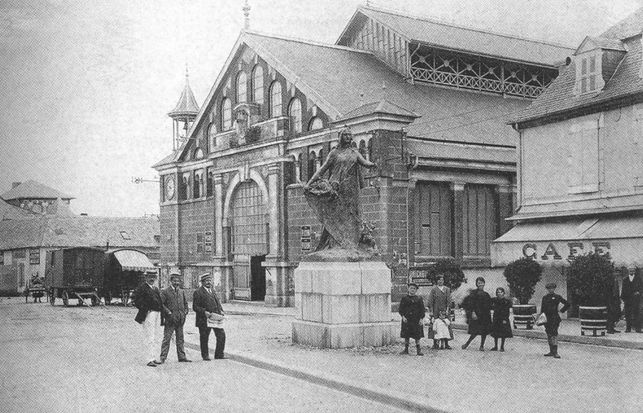
La halle aux grains (1889-1967) et la Druidesse (1911-1943).

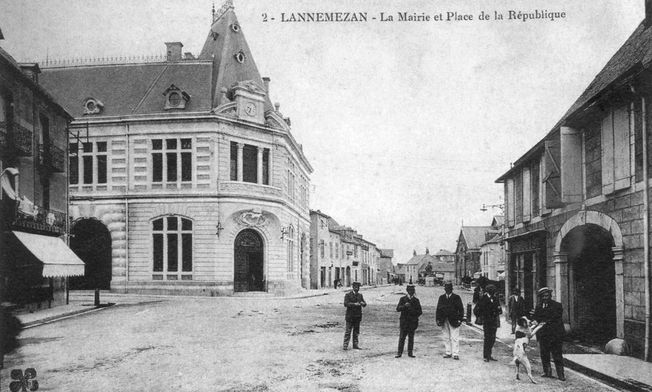
Hôtel de ville (inauguré en 1911).

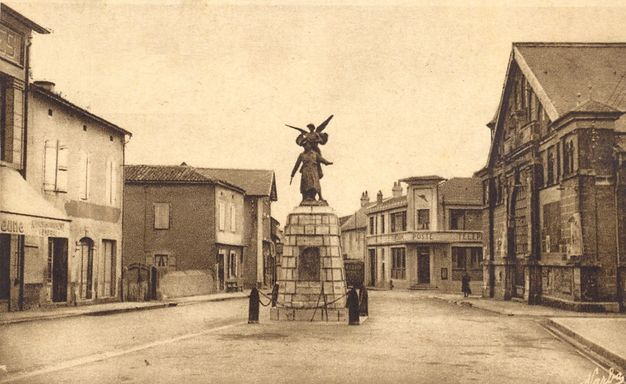
Le centre de Lannemezan dans les années 1950.

Le développement de Lannemezan s'accentue au XXe siècle. C'est une véritable ville avec des commerces et des industries. Pour autant, l'activité agricole y reste vivace.

#### Un essor impressionnant (1900-1970)

##### Émergence du quartier Peyrehitte
Lors de la Première Guerre mondiale, une usine hydroélectrochimique construite par la Poudrerie nationale de Toulouse s'installe dans le quartier Peyrehitte. Elle devient, en 1921, la Société des produits azotés (SPA). Forte à son développement, la construction d'une autre usine, productrice d'aluminium (l'Electro-chimie), commence en 1939. Ces deux usines, pourtant créatrices d'emplois, ne provoque pas une augmentation flagrante de population (500 habitants en plus entre 1906 et 1936). Leur main-d'œuvre est, en fait, principalement constituée de locaux (qui gardent souvent leur double activité agricole) et d'étrangers. Elle nécessite, tout de même, la construction d'une cité ouvrière que l'on dote d'une chapelle, d'un réfectoire, d'une école et d'une piscine, etc. Le quartier atteint une population de presque 600 habitants en 1943.

#### Régime de Vichy et camp d'internement
Un décret-loi du 6 avril 1940, avant même l'invasion allemande, prohibe la circulation des nomades (Tziganes, forains...) sur l'ensemble du territoire métropolitain pour la durée de la guerre et impose l'assignation à résidence. Dès 1940, à la suite de l'invasion allemande, le racisme anti-nomades s'accentuant sous le régime de Vichy les premiers « tsiganes » sont internés dans des camps à la fois en zone occupée et en zone libre : deux camps seront créés en « zone libre » afin d'interner les nomades : le camp de Saliers et le camp de Lannemezan.
À Lannemezan : en avril 1941, le préfet des Hautes-Pyrénées rassemble tous les « nomades » du département sur le plateau de Lannemezan, puis les enferme dans un hôpital en ruine gardé par la gendarmerie. Le camp était situé à flanc de coteau et à la merci des éléments, comme les autres il était mal équipé et insalubres. Environ 700 personnes, que la définition du régime de Vichy qualifie de « Bohémiens » (nomades, forains) seront internés dans ce camp ; ils y resteront jusqu'en 1946.

#### Camp soviétique
Autour de 1945, un camp est aménagé par les militaires français pour accueillir 1 626 citoyens soviétiques, originaires du Turkestan et de Mongolie, qui ont déserté l'armée allemande qui les avait enrôlés de force dans des unités chargées de combattre contre le maquis dans le midi de la France,.

##### Métamorphose du quartier de la Demi-Lune
L'hôpital psychiatrique est construit juste avant la Seconde Guerre mondiale (en 1938), une caserne, ainsi qu'un arsenal (en 1939) à la place de l'ancien hippodrome de la ville. En 1945, il est confié au docteur Henri Ueberschlag. La psychiatrie moderne, notamment par l'usage d'une réinsertion par le travail, fait de l'hôpital de Lannemezan un lieu réputé dans tout le pays.
Autour de lui, le quartier de la Demi-Lune s'organise et est agrémenté d'un parc de loisirs qui accueille plus de 100 000 visiteurs par an et d'un golf 18 trous.
L'arsenal, après avoir été un certain temps à l'abandon, sert de dépôt et lieu de stockage à partir de 1948. Il se développe grandement durant les années 1950-1960, en particulier avec l'ouverture en 1951 d'un centre mobilisateur (CM 10).
La caserne des gardes mobiles devient quant à elle celle d’une compagnie républicaine de sécurité (CRS 29) avec une cité des familles attenante. La population lannemezanaise monte alors à presque 9 000 habitants à la fin des années 1960.

##### Évolution des espaces publics centraux
Le début du siècle est marqué par l'incendie de l'hôtel de ville. L'ancien bâtiment de type mairie-halle est reconstruit en 1911 dans un style néorenaissant. La fontaine qui faisait face à l'ancienne mairie, place de la République, est démontée. Elle est finalement réutilisée pour agrémenter les abords de l'hôpital.
La statue de la Druidesse, installée devant la halle aux grains en 1911, est déplacée sur la place du Foirail en 1926. On la remplace par le monument aux morts de Paul Ducuing qui trône aujourd'hui sur l'esplanade de la Poste. En 1943, elle est fondue par les autorités allemandes d'occupation afin d'en récupérer les métaux.
Durant la guerre, de nombreuses familles venant du Nord et de l'Est de la France se réfugient à Lannemezan, permettant un doublement de la population. Les usines comptent jusqu'à 1 200 employés. De nombreux marchés et foires et une trentaine de cafés font l'animation du centre-ville.
En 1967, la halle aux grains est rasée pour y construire le bureau de poste fonctionnaliste et son esplanade arborée.

#### Le déclin (1970-2007)
À partir des années 1970, la crise pétrolière et les mesures d'austérité entraînent une baisse de l'activité des industries et la régression du nombre de leurs employés. De plus, la réforme des armées a impliqué la fermeture de l'arsenal. Seul l'hôpital psychiatrique arrive à se maintenir, et se double d'un hôpital général, d'un service des urgences et d'une maternité (fermée en 2009 lors de la réforme des hôpitaux).
L'instauration du nouveau centre pénitentiaire en 1987 et la rénovation d'une très grande partie du centre-ville n'empêchent pas le déclin de la population, qui est passée sous la barre des 6 000 habitants au début du XXIe siècle.
Cependant, la reconversion du site de l'usine Alcan, fermée en 2007-2008, avec l'ouverture des usines Carbone Savoie et Knauf Insulation, associée à de nombreux projets immobiliers (reconstruction de la cité des familles, nouveaux lotissements…) pourraient signifier la fin de l'hémorragie.

## Politique et administration

### Tendances politiques et résultats
Les résultats aux dernières élections, depuis 2001, sont regroupés dans le tableau ci-dessous :

#### Élections présidentielles

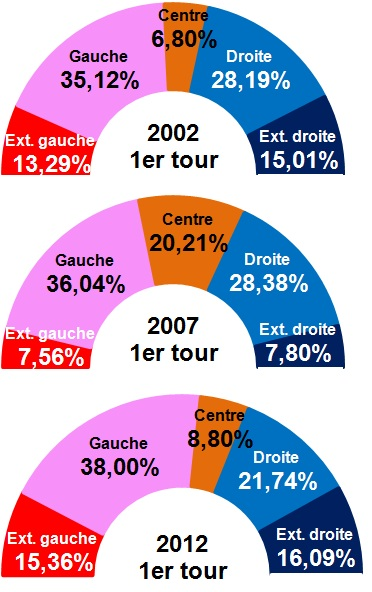
Résultats des premiers tours des élections présidentielles à Lannemezan, depuis 2002.

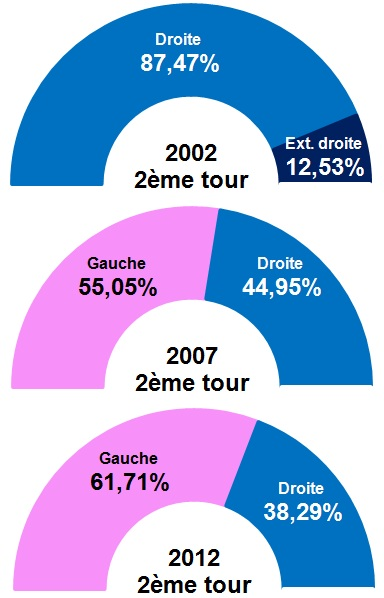
Résultats des seconds tours des élections présidentielles à Lannemezan, depuis 2002.

| Election                        | Tour | Arrivé en tête                   | Suite des résultats | Participation |
| ------------------------------- | ---- | -------------------------------- | --- | ------------- |
| Élection présidentielle de 2002 | 1er  | 23,09 % : Lionel Jospin (PS)     | 19,66 % : Jacques Chirac (RPR) 13,56 % : Jean-Marie Le Pen (FN) 06,68 % : François Bayrou (UDF) 06,10 % : Jean Saint-Josse (CPNT) 05,82 % : Arlette Laguiller (LO) 05,00 % : Noël Mamère (Les Verts) 04,65 % : Jean-Pierre Chevènement (MDP) 04,03 % : Olivier Besancenot (LCR) 03,44 % : Robert Hue (PCF) 01,95 % : Christiane Taubira (PRG) 01,88 % : Alain Madelin (DL) 01,72 % : Corinne Lepage (Cap21) 01,45 % : Bruno Mégret (MNR) 00,55 % : Christine Boutin (FRS) 00,43 % : Daniel Gluckstein (PT) | 68,61 %       |
| Élection présidentielle de 2002 | 2e   | 87,47 % : Jacques Chirac (RPR)   | 12,53 % : Jean-Marie Le Pen (FN) | 78,22 %       |
| Élection présidentielle de 2007 | 1er  | 33,03 % : Ségolène Royal (PS)    | 25,63 % : Nicolas Sarkozy (UMP) 20,21 % : François Bayrou (UDF) 07,80 % : Jean-Marie Le Pen (FN) 03,92 % : Olivier Besancenot (LCR) 02,54 % : Marie-George Buffet (PCF) 01,47 % : Frédéric Nihous (CPNT) 01,28 % : Dominique Voynet (Les Verts) 01,28 % : Philippe de Villiers (MPF) 01,10 % : Arlette Laguiller (LO) 01,07 % : José Bové (CP) 00,66 % : Gérard Schivardi (PT) | 85,40 %       |
| Élection présidentielle de 2007 | 2e   | 55,05 % : Ségolène Royal (PS)    | 44,95 % : Nicolas Sarkozy (UMP) | 85,82 %       |
| Élection présidentielle de 2012 | 1er  | 36,13 % : François Hollande (PS) | 20,17 % : Nicolas Sarkozy (UMP) 16,09 % : Marine Le Pen (FN) 13,55 % : Jean-Luc Mélenchon (FDG) 08,80 % : François Bayrou (MoDem) 01,57 % : Nicolas Dupont-Aignan (DLR) 01,44 % : Eva Joly (EELV) 01,34 % : Philippe Poutou (NPA) 00,47 % : Nathalie Arthaud (LO) 00,40 % : Jacques Cheminade (SP) | 80,10 %       |
| Élection présidentielle de 2012 | 2e   | 61,71 % : François Hollande (PS) | 38,29 % : Nicolas Sarkozy (UMP) | 80,79 %       |

#### Autres élections
| Election                       | Tour | Arrivé en tête                           | Suite des résultats | Participation |
| ------------------------------ | ---- | ---------------------------------------- | --- | ------------- |
| Élections législatives de 2002 | 2e   | 50,07 % : Pierre Forgues (PS)            | 49,93 % : Patrick Butor (UMP) | 59,98 %       |
| Élections législatives de 2007 | 2e   | 51,00 % : Pierre Forgues (PS)            | 49,00 % : Monique Lamon (UMP) | 62,69 %       |
| Élections européennes de 2004  | 2e   | 37,18 % : Kader Arif (PS)                | 17,00 % : Jean-Marie Cavada (UDF)                                                                                                | 41,42 %       |
| Élections européennes de 2009  | 2e   | 27,75 % : Kader Arif (PS)                | 24,86 % : Dominique Baudis (UMP)                                                                                                 | 40,97 %       |
| Élections régionales de 2004   | 2e   | 56,59 % : Martin Malvy (PS)              | 32,83 % : Jacques Godfrain (UDF)                                                                                                 | 64,38 %       |
| Élections régionales de 2010   | 2e   | 76,53 % : Martin Malvy (PS)              | 23,47 % : Brigitte Barèges (UDF)                                                                                                 | 53,76 %       |
| Élections cantonales de 2008   | 2e   | 49,58 % : Henri Forges (PS)              | 36,29 % : Marie-Françoise Couput (DVD)                                                                                           | 65,12 %       |
| Élections municipales de 2001  | 1er  | 34,76 % : Pierre Bleuler (UDF) (non élu) | 32,84 % : Bernard Plano (DVG) |               |
| Élections municipales de 2001  | 2e   | 56,43 % : Bernard Plano (DVG)            | 43,57 % : Pierre Bleuler (UDF).                                                                                                  |               |
| Élections municipales de 2008  | 1er  | 58,95 % : Bernard Plano (UG)             | 21,17 % : Marie-Françoise Couput (DVD) 14,82 % : Laurent Lages (DVG) 21,17 % : Michel Duprat (DVD)                               | 79,60 %       |
| Référendum de 2005:            | -    | 53,82 % : Non                            | 46,18 % : Oui | 71,19 %       |
| Primaires socialistes de 2011  | 1er  | 48,78 % pour François Hollande           | 22,86 % : Martine Aubry 14,94 % : Arnaud Montebourg 06,10 % : Ségolène Royal 04,88 % : Manuel Valls 02,44 % : Jean-Michel Baylet |               |
| Primaires socialistes de 2011  | 2e   | 64,26 % pour François Hollande           | 35,74 % pour Martine Aubry |               |
| Élections municipales de 2014  | 1er  | 65,32 % : Bernard Plano (PS)             | 34,67 % : Laurent Lages (DVG) | 70,14 %       |

### Liste des maires

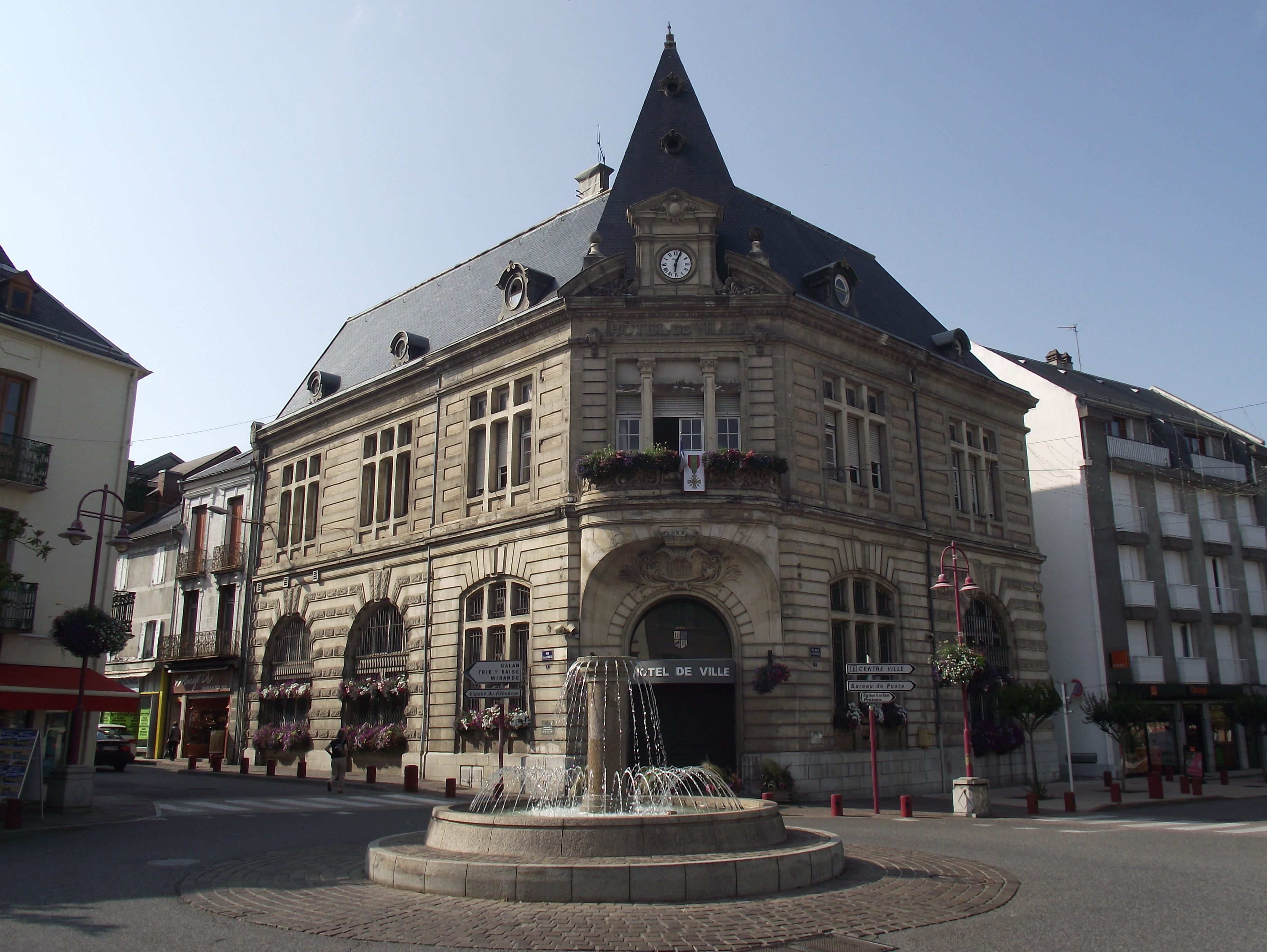
Hôtel de ville.

Depuis 1929, quatre maires seulement se sont succédé à Lannemezan :
| Période       | Période                   | Identité        | Étiquette | Qualité |
| ------------- | ------------------------- | --------------- | --------- | --- |
| 1929          | décembre 1966 (décès)     | Paul Baratgin   | Rad.      | Médecin Sénateur des Hautes-Pyrénées (1946-1966) Conseiller général (1925-1940 puis 1945-1966) Président du conseil général des Hautes-Pyrénées (1945-1966) |
| décembre 1966 | mars 1977                 | François Sarrat | Rad.      | Chef d'entreprise |
| mars 1977     | mars 2001                 | Pierre Bleuler  | UDF-CDS   | Médecin Conseiller général (1967-2001) Député des Hautes-Pyrénées (1986-1988)                                                                               |
| mars 2001     | En cours (au 28 mai 2020) | Bernard Plano   | PS        | Ingénieur |

### Constitution du conseil municipal en 2018

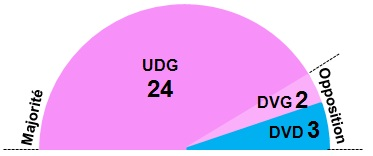
Constitution du Conseil Municipal de Lannemezan de 2008 à 2014.

L'élection municipale de 2008 ne s'est déroulée qu'en un seul tour. Quatre listes étaient présentes :
- celle du maire sortant Bernard Plano (PS-UG) qui a obtenu 58,95 % des voix (soit 1 710 sur 2 901)
- celle de Marie-Françoise Couput (DVD) qui a obtenu 21,17 % des voix (soit 614)
- celle de Laurent Lages (DVG) qui a obtenu 14,82 % des voix (soit 430)
- celle de Michel Duprat qui a obtenu 5,07 % des voix (soit 147)

Voici ci-dessous le partage des sièges au sein du conseil municipal de Lannemezan depuis les dernières élections municipales de 2008:.

### Instances judiciaires et administratives
La ville dispose d'un service de police municipale, d'une gendarmerie et d'un palais de justice (fermé dans le cadre de la réforme Dati - la date serait la bienvenue). La ville dépend de la Cour d'appel de Pau et du tribunal administratif de Pau.
Le centre pénitentiaire de Lannemezan, construit en 1987.

### Communauté d'agglomération

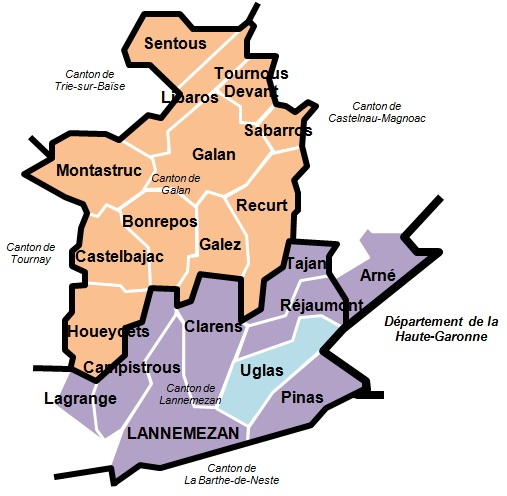
Communes de la communauté de communes.

La ville de Lannemezan fait partie de la communauté de communes du plateau de Lannemezan et des Baïses. Elle est issue de la fusion, le 1er janvier 2014 de la communauté de communes du Plateau de Lannemezan et de la communauté de communes des Baïses et réunit les communes suivantes : Arné, Bonrepos, Campistrous, Castelbajac, Clarens, Galan, Galez, Houeydets, Lagrange, Lannemezan, Libaros, Montastruc, Pinas, Recurt, Réjaumont, Sabarros, Sentous, Tajan, Tournous-Devant et Uglas.

### Jumelages
| Ville | Ville   | Pays | Pays     | Période     |
| ----- | ------- | ---- | -------- | ----------- |
|       | Tondela |      | Portugal | depuis 1995 |

## Population et société

### Démographie

#### Évolution démographique
L'évolution du nombre d'habitants est connue à travers les recensements de la population effectués dans la commune depuis 1793. Pour les communes de moins de 10 000 habitants, une enquête de recensement portant sur toute la population est réalisée tous les cinq ans, les populations de référence des années intermédiaires étant quant à elles estimées par interpolation ou extrapolation. Pour la commune, le premier recensement exhaustif entrant dans le cadre du nouveau dispositif a été réalisé en 2007.

En 2022, la commune comptait 5 810 habitants, en évolution de −0,94 % par rapport à 2016 (Hautes-Pyrénées : +1,59 %, France hors Mayotte : +2,11 %).
| 1793 | 1800 | 1806 | 1821  | 1831  | 1836  | 1841  | 1846  | 1851  |
| ---- | ---- | ---- | ----- | ----- | ----- | ----- | ----- | ----- |
| 779  | 841  | 882  | 1 411 | 1 243 | 1 302 | 1 408 | 1 563 | 1 604 |

| 1856  | 1861  | 1866  | 1872  | 1876  | 1881  | 1886  | 1891  | 1896  |
| ----- | ----- | ----- | ----- | ----- | ----- | ----- | ----- | ----- |
| 1 570 | 1 607 | 1 602 | 1 772 | 1 839 | 1 859 | 2 379 | 1 872 | 1 794 |

| 1901  | 1906  | 1911  | 1921  | 1926  | 1931  | 1936  | 1946  | 1954  |
| ----- | ----- | ----- | ----- | ----- | ----- | ----- | ----- | ----- |
| 2 023 | 2 069 | 1 913 | 2 035 | 2 305 | 2 569 | 2 529 | 5 095 | 5 308 |

| 1962  | 1968  | 1975  | 1982  | 1990  | 1999  | 2006  | 2007  | 2012  |
| ----- | ----- | ----- | ----- | ----- | ----- | ----- | ----- | ----- |
| 7 378 | 8 680 | 8 385 | 7 362 | 6 704 | 6 137 | 5 824 | 5 762 | 5 906 |

| 2017  | 2022  | - | - | - | - | - | - | - |
| ----- | ----- | - | - | - | - | - | - | - |
| 5 837 | 5 810 | - | - | - | - | - | - | - |

#### Pyramide des âges
En 2018, le taux de personnes d'un âge inférieur à 30 ans s'élève à 26,3 %, soit en dessous de la moyenne départementale (29,0 %). À l'inverse, le taux de personnes d'âge supérieur à 60 ans est de 35,7 % la même année, alors qu'il est de 34,2 % au niveau départemental.
En 2018, la commune comptait 2 865 hommes pour 2 947 femmes, soit un taux de 50,71 % de femmes, légèrement inférieur au taux départemental (51,91 %).
Les pyramides des âges de la commune et du département s'établissent comme suit.
| Hommes | Classe d’âge | Femmes |
| ------ | ------------ | ------ |
| 0,7    | 90 ou +      | 3,3    |
| 10,7   | 75-89 ans    | 16,8   |
| 19,6   | 60-74 ans    | 20,2   |
| 24,6   | 45-59 ans    | 21,0   |
| 16,3   | 30-44 ans    | 13,9   |
| 15,1   | 15-29 ans    | 13,2   |
| 12,9   | 0-14 ans     | 11,4   |

| Hommes | Classe d’âge | Femmes |
| ------ | ------------ | ------ |
| 1,1    | 90 ou +      | 3      |
| 9,8    | 75-89 ans    | 13,1   |
| 21     | 60-74 ans    | 21,5   |
| 20,7   | 45-59 ans    | 20,6   |
| 16     | 30-44 ans    | 15,4   |
| 16,1   | 15-29 ans    | 13,1   |
| 15,2   | 0-14 ans     | 13,3   |

#### Comparaisons démographiques
| Rang                                  | Population totale | Densité de population |
| ------------------------------------- | ----------------- | --------------------- |
| France                                | 1748e             | 2731e                 |
| Midi-Pyrénées                         | 65e               | 97e                   |
| Hautes-Pyrénées                       | 5e                | 14e                   |
| Arrondissement de Bagnères-de-Bigorre | 2de               | 2de                   |
| Canton de Lannemezan                  | 1er               | 1er                   |

### Enseignement
Lannemezan est située dans l'académie de Toulouse. Elle comporte quatre écoles maternelles et primaires, un collège, un lycée d'enseignement général et un centre de formation professionnelle et de promotion agricole.

#### Écoles maternelles et primaires
Depuis la fermeture du groupe scolaire de la Demi-Lune en 2008 pour cause de manque d'effectifs, quatre groupes scolaires sont présents dans la ville :
- Groupe scolaire Paul-Baratgin, rue des Écoles ;
- Groupe scolaire Las Moulias, cité des Bans ;
- Groupe scolaire des Bourtoulets, boulevard des Tilleuls ;
- Groupe scolaire du Guérissa, rue de la Lande-de-Boc.

#### Enseignement secondaire

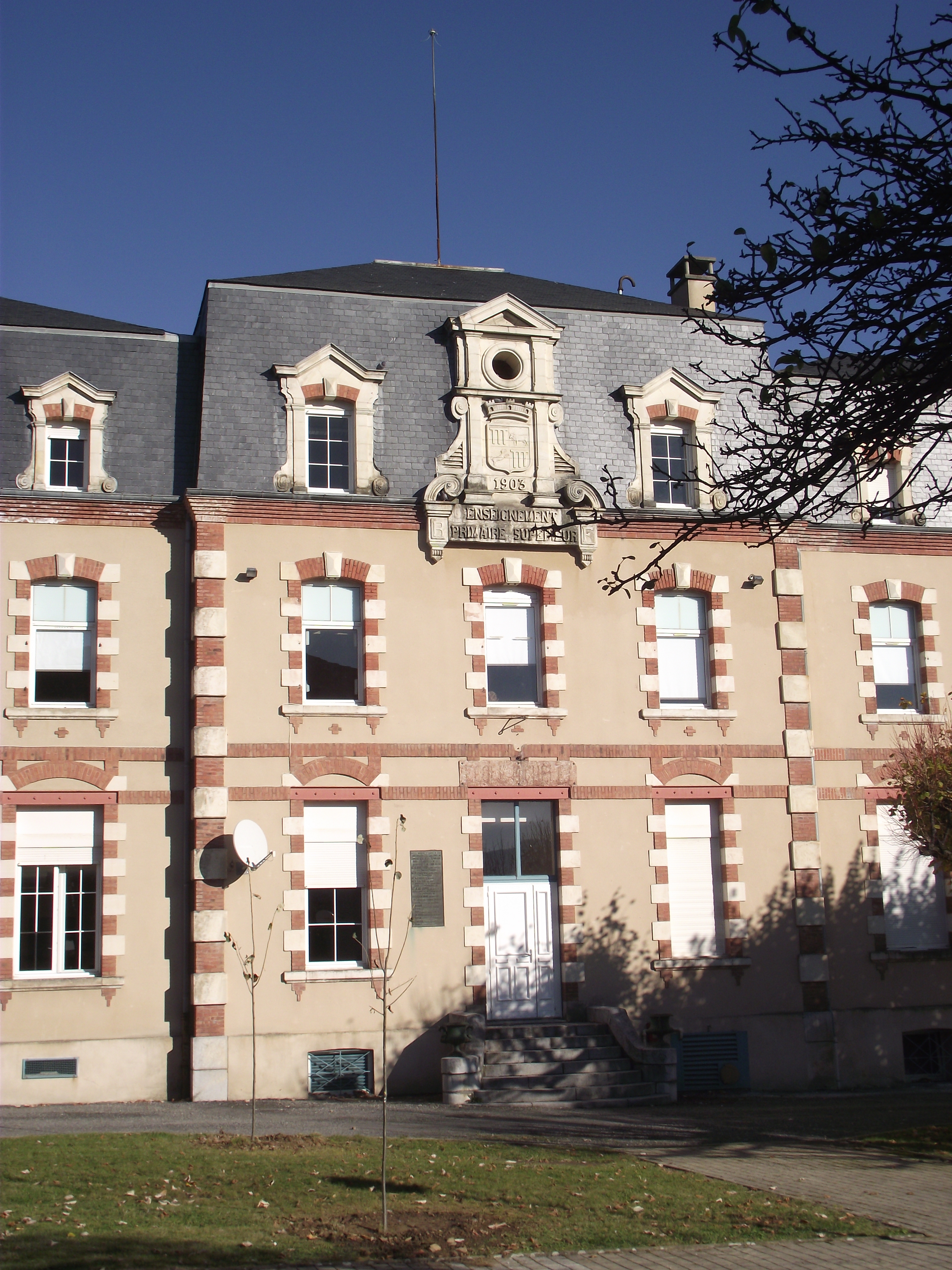
Lycée Michelet.

- Collège Gaston-Fébus, 101 rue de la Cité-Scolaire. Il bénéficie d'un internat et propose un enseignement général et Segpa. Enseignement des langues : anglais, espagnol, occitan, latin. Des sections sports : rugby
- Lycée d’enseignement général Jules-Michelet, rue du Stade. Voie générale ; le lycée dispose d'un internat et de sections sports spécialisées : snowboard et ski. Il offre d'autres options comme les langues anciennes (latin) et les langues régionales (occitan) et la section européenne espagnol.

Site commun : ENT

#### Enseignement spécialisé
- Centre de formation professionnelle et de promotion agricole (CFPPA), chemin du Bidalet, enseignement agricole.

#### Vie universitaire
La ville de Lannemezan ne dispose pas d'établissements destinés aux études supérieures. Cependant, des pôles universitaires sont présents à proximité de la ville : Tarbes, Auch, Pau et Toulouse.
Le pôle le plus proche, à savoir celui de Tarbes, possède des formations spécialisées importantes, telles qu'une école d'infirmière, de nombreux IUT et BTS, un IUFM, une faculté de physique-chimie appartenant à l'université Paul-Sabatier de Toulouse, une école supérieure de céramique, un STAPS ainsi que des CPGE (classes préparatoires aux grandes écoles), sections PC, PT et Commerce option économie et social. Il y a également une importante école d'ingénieurs, l'ENIT (École nationale d'ingénieurs de Tarbes qui appartient à l'INP de Toulouse : Institut national polytechnique). Ce pôle concentre environ 5 000 étudiants.

### Manifestations culturelles et festivités
Lannemezan est le siège de nombreuses manifestations et événements tout au long de l'année :

#### Les fêtes de la Saint-Jean
Les fêtes de la Saint-Jean, se déroulant fin juin durant cinq jours (du vendredi au mardi) attirent chaque année beaucoup de monde, et permettent l'animation de la ville entière, grâce aux nombreuses manifestations proposées. Feu d'artifice, nombreux concerts dans tous les coins de la ville, animations disco ou musette suivant le soir, nombreux manèges pour les enfants ou à sensations fortes pour les plus grands, animations proposées par les différentes associations, telles que les courses hippiques ou la démonstration des pompiers du plateau. Cette fête annuelle est lancée grâce au célèbre feu de la Saint-Jean, qui se déroule dans un quartier différent chaque année.

#### Les marchés

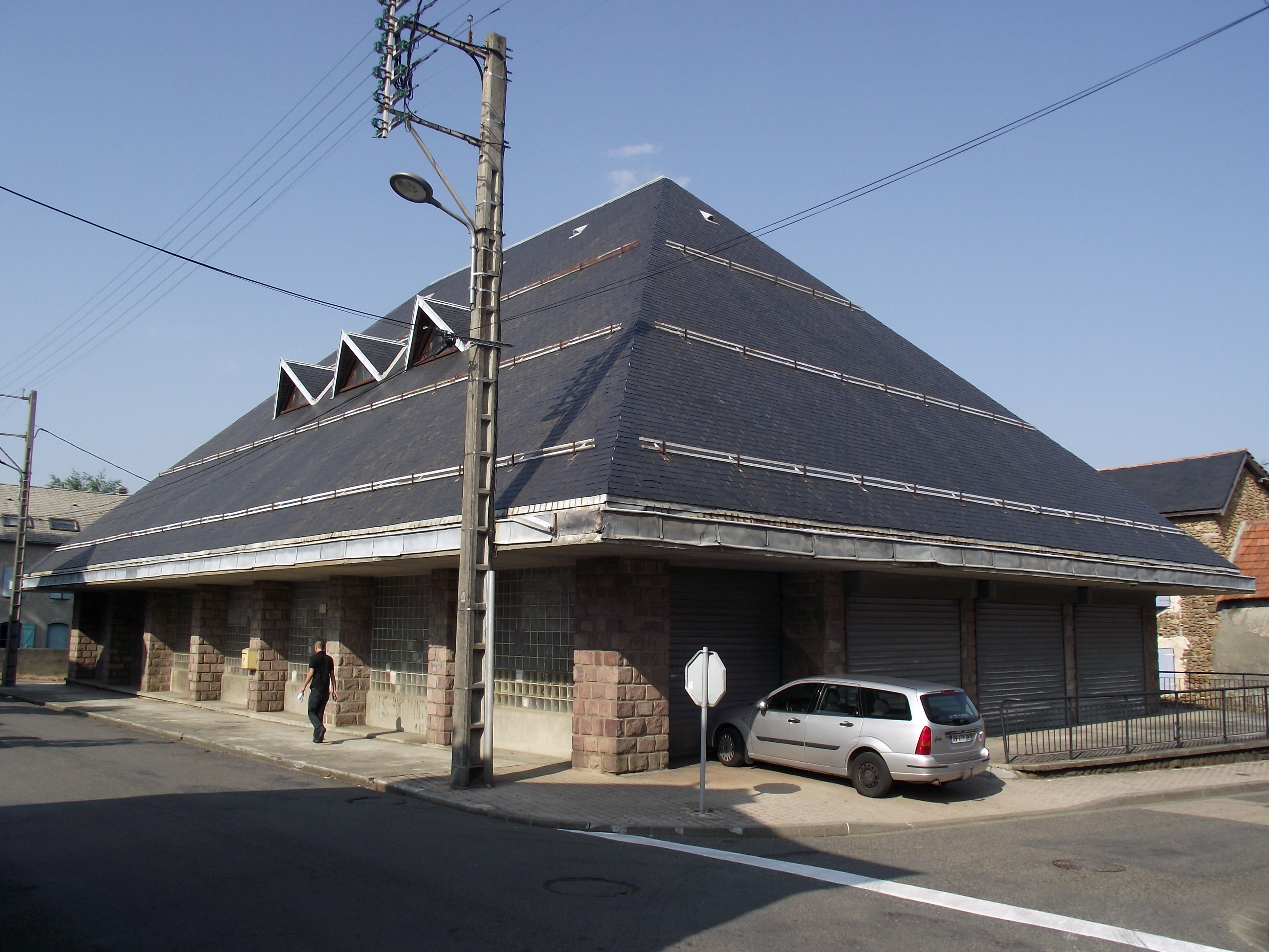
Halle aux légumes.

Le marché hebdomadaire se déroule tous les mercredis matin jusqu'en début d'après-midi et attirent de nombreux marchands venant parfois de très loin pour vendre à Lannemezan. Ce marché se situe dans les rues du centre-ville, autour de l'église et de la place du Château, ainsi que dans les halles aux légumes et du Nébouzan.
Durant l'été, des marchés de nuit sont organisés par la ville. Ceux-ci permettent aux touristes et habitants de découvrir l'artisanat local et les nombreuses spécialités gastronomiques typiques de la région.

#### Le festival annuel de théâtre
Créées en 2003 par la mairie, les Rencontres inter-pyrénéennes de théâtre constituent le temps fort de l'année culturelle lannemezanaise. Bénéficiant du prestigieux parrainage de Marcel Maréchal, le fondateur des Tréteaux de France, elles ont pour but tout à la fois d'enrichir l'offre de théâtre proposée toute l'année aux Lannemezanais, d'encourager la création locale et régionale et de participer à l'animation estivale de la commune. Initialement programmées en juillet, ces rencontres sont, depuis 2006, organisées en septembre de façon à mieux associer les scolaires et les Lannemezanais de retour de vacances.

#### Autres manifestations
- Le Festival de l'humour.
- De nombreuses foires et brocantes sont organisées tout au long de l'année, des pièces de théâtre ainsi que des concerts de plein air ou en salle, en particulier de l'harmonie municipale de Lannemezan, reconnue nationalement.

### Santé
- Centre Hospitalier ; c'est l'un des plus gros employeurs du département, qui dispose les services suivants :
  - Médecine, chirurgie et urgences ;
  - Santé mentale (adulte et pédopsychiatrie) ;
  - Service gériatrie et personnes âgées ;
  - Médico-social, réhabilitation handicap ;
  - Plateau médico-technique.

L’établissement dénommé alors « Hôpital psychiatrique de Lannemezan » (H.P.L.) a été construit en 1937 sur le site de Lannemezan. Parallèlement, en 1975, une clinique locale du Plateau, située à Lannemezan, a été intégrée à l’hôpital. Puis les services médecine - chirurgie et urgences ont été installés sur le site hospitalier de Lannemezan dans des locaux très modernes construits en 1991, dénommés « Centre médico-chirurgical »
- Centre d'alcoologie : Les chemins de la lande, ouvert en 1999.
- Centre de radiologie : zone Peyrehitte.
- Maison de retraite : Les Fougères, ouverte à la fin des années 1990.

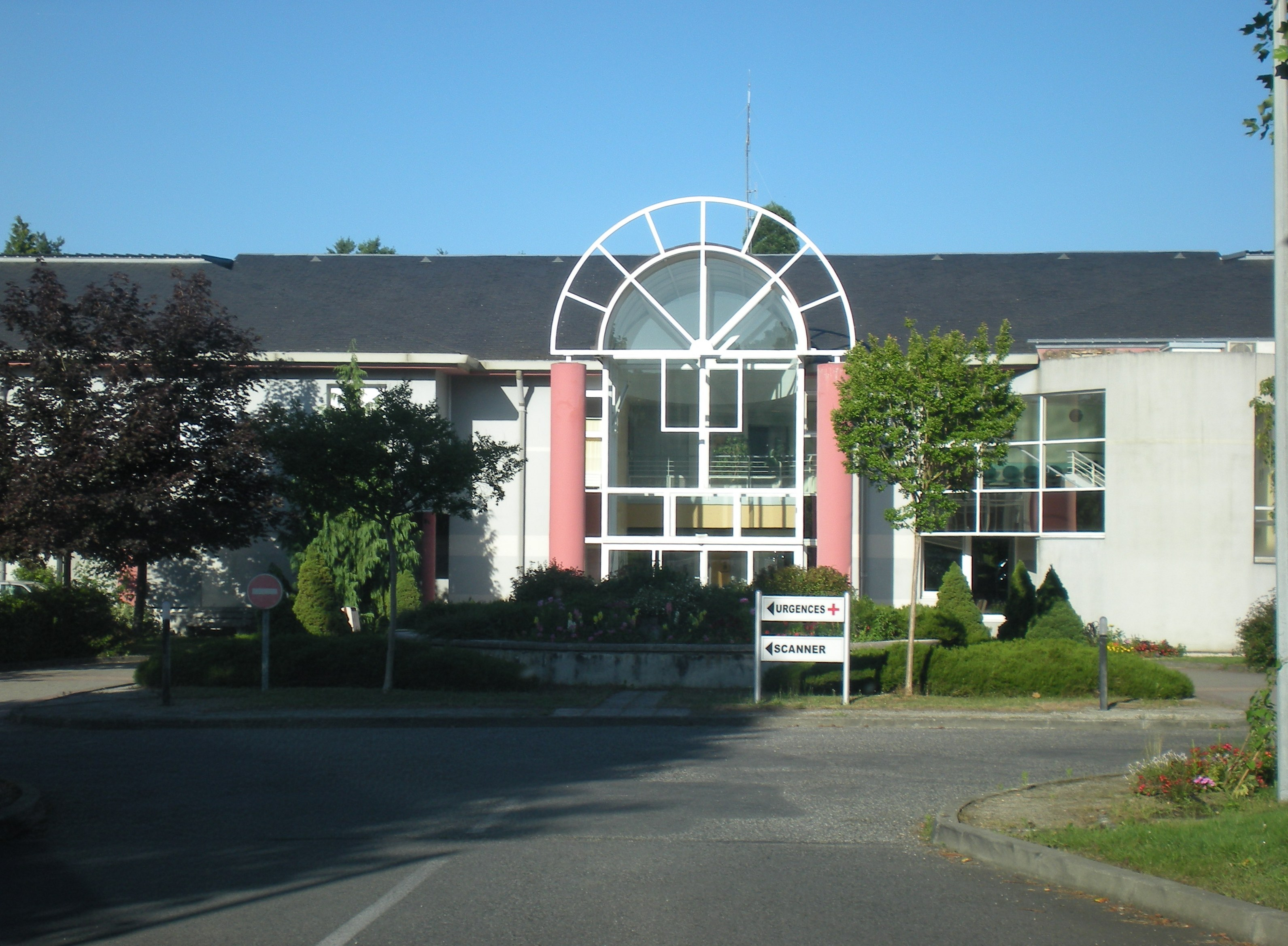
Hôpital de Lannemezan.
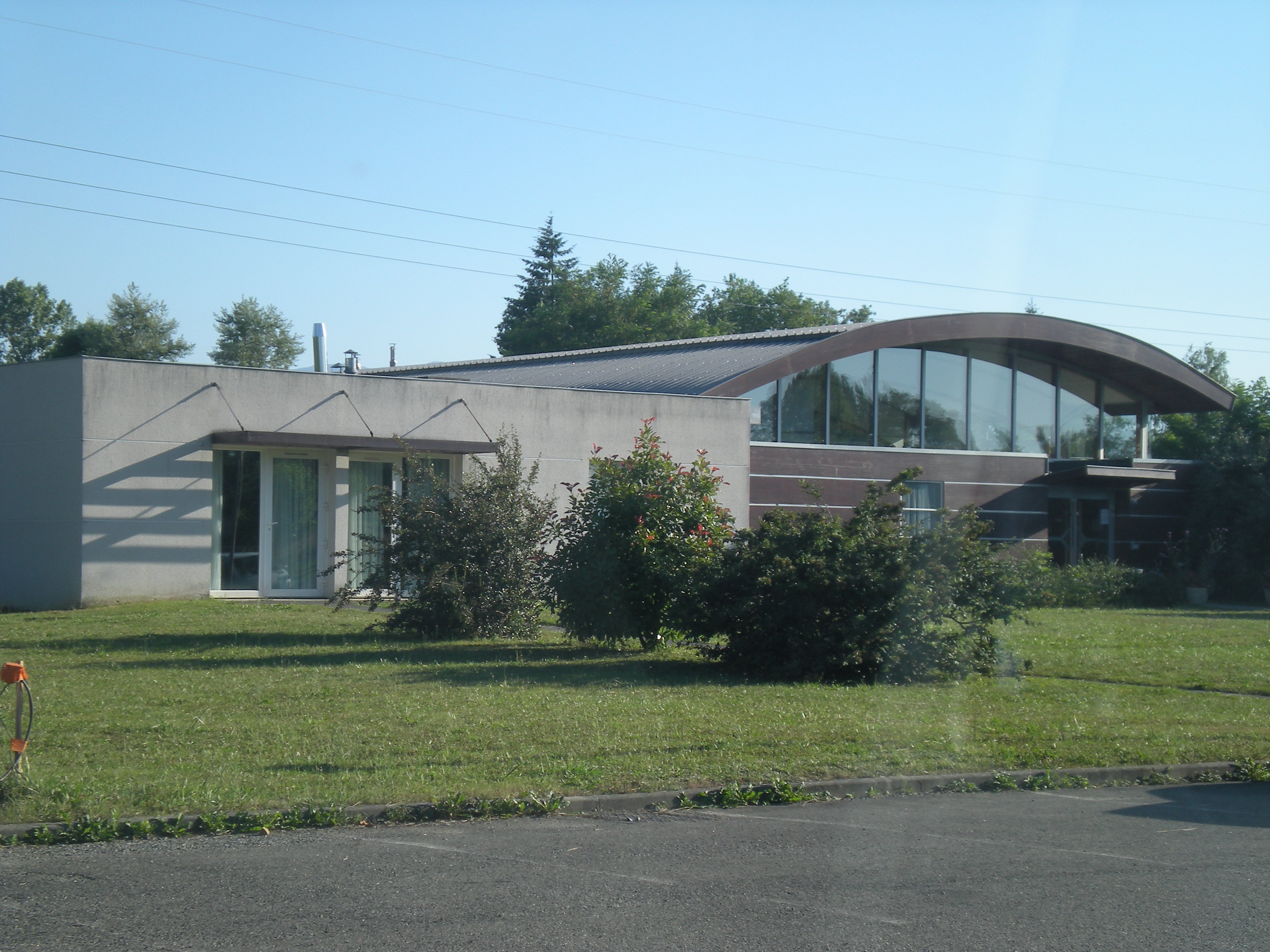
Centre d'alcoologie Les chemins de la Lande.

### Sports

#### Équipements sportifs

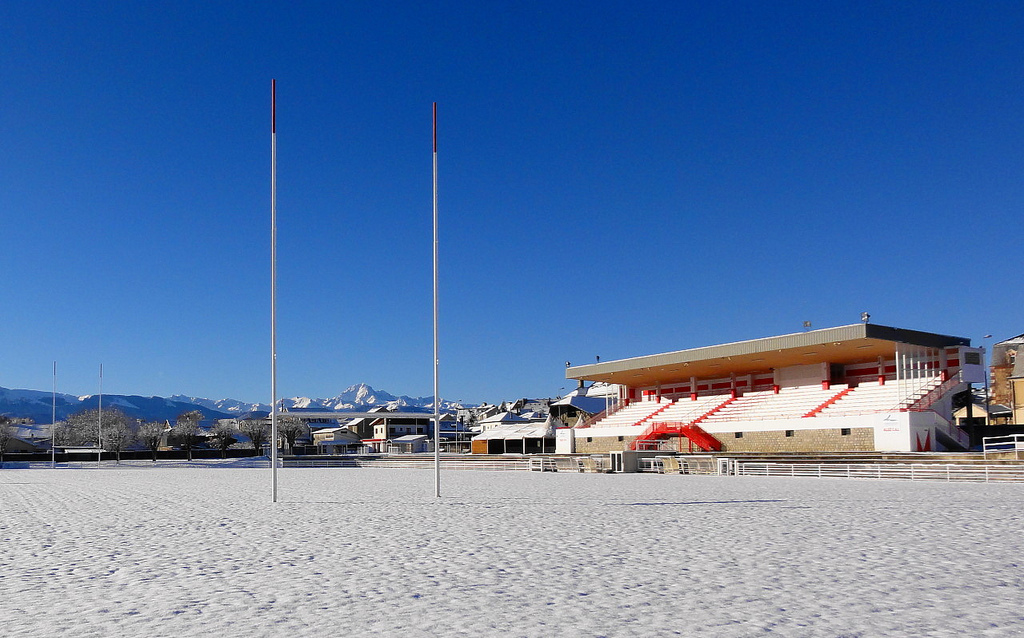
Stade.

- Stade François-Sarrat (rugby à XV, tennis, pelote basque, athlétisme), rue du Stade. Il est constitué de deux terrains, un possédant une grande tribune (lieu de réception du CAL) et entouré d'une piste d'athlétisme, et un autre permettant l'entraînement des équipes ; quatre courts de tennis ; un fronton permettant la pratique de la palaa et de la pelote basque.
- Stade des Bourtoulets (football), boulevard des Tilleuls, avec grande tribune et deux stades d'entraînement.
- Complexe sportif du Nébouzan (judo, aikido, basket-ball, gymnastique, pétanque, skate-board), espace du Nébouzan, rue Montaigne. Constitué d'un boulodrome, d'une salle d'art martial avec tatamis, d'une salle pour la gymnastique, d'une salle avec marquage au sol pour le basket-ball et d'un street park.
- Gymnase municipal (handball), rue du 4-Septembre
- Piscine municipale (natation, aquadanse), rue des Moulins. Bassin de 25 mètres, d'une profondeur progressive de 80 cm à 2 m, quatre couloirs.
- Centre équestre et hippodrome (équitation), route d'Auch.
- Golf de Lannemezan (golf), rue du Dr-H.-Ueberschlag. Parcours de 18 trous au cœur de la forêt de Pinas Lannemezan, en bordure du canal de la Neste, du Gers et de la Save.

#### Le sport dans la ville

##### Les différents sports présents dans la ville
Presque tous les sports peuvent être pratiqués en club à Lannemezan.
- Rugby à XV : Cercle Amical Lannemezanais, (Fédérale 1, 3e division), plusieurs fois champions de France : Fédérale 1 (2009), Fédérale 3 (2004), Nationale B (1997), Cadets (1975). Plusieurs joueurs formés au club ont eu une carrière nationale ou internationale en tant que joueurs ou entraîneurs. Parmi eux, Pierre Berbizier, champion de France avec l'équipe Cadet en 1975, 56 sélections en équipe nationale, puis entraîneur successif de l'équipe d'Italie et du Racing-Métro ; Philippe Berbizier, entraîneur de Tarbes et Mont-de-Marsan ; Philippe Bérot, formé à Lannemezan, entraineur à Tarbes puis co-entraîneur de l'équipe d'Italie.
- Football : Football-Club du Plateau (district)
- Handball : Pays des Nestes Handball (prénational)
- : Volley-ball : Volley-ball Lannemezanais
- Basket-ball : Lannemezan BasketèClub
- Judo : Judojo Lannemezan
- Karaté : Lannemezan Karaté-Club
- Aïkido : Dojo du Plateau
- Cyclisme : Vélo-Club Lannemezan, Union Cyclotouriste du Plateau
- Tennis : Tennis-Club de Lannemezan
- Badminton : Club de badminton de Lannemezan
- Tennis de table : Lannemezan Tennis de Table
- Tir à l'arc : Les Archers Bandouliers
- Pelote basque : Eskualduna

##### Organisation d'événements sportifs

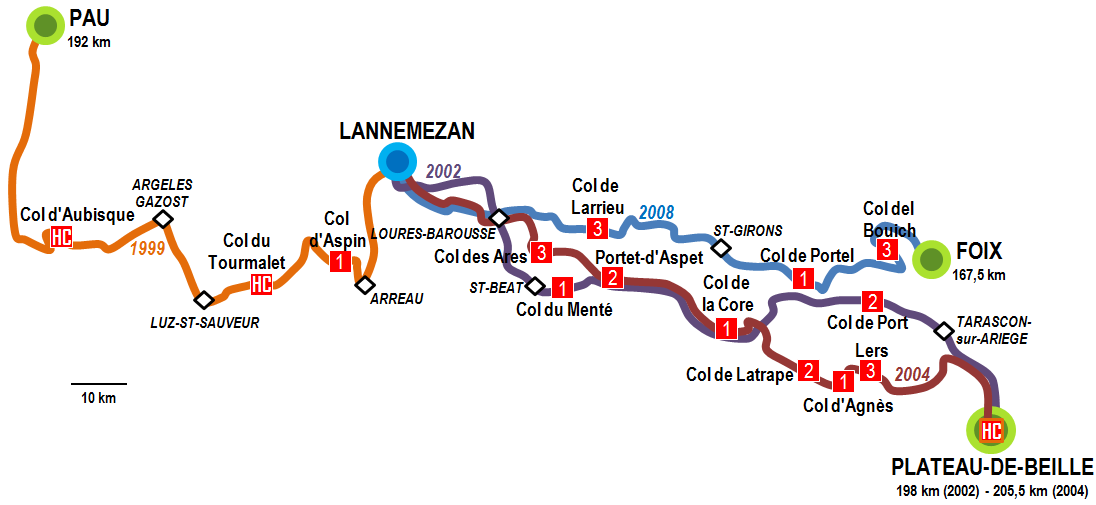
Étapes du Tour de France ayant Lannemezan pour ville de départ.

Lannemezan a jusqu'à maintenant été à 4 reprises ville d'étape du Tour de France :
|   | Année               | Qualité      | Étape                                               | Vainqueur                           |
| - | ------------------- | ------------ | --------------------------------------------------- | ----------------------------------- |
| 1 | Tour de France 1999 | Ville départ | 16e étape : Lannemezan - Pau (192 km)               | David Etxebarria                    |
| 2 | Tour de France 2002 | Ville départ | 12e étape : Lannemezan - Plateau de Beille (198 km) | ( Lance Armstrong) Victoire annulée |
| 3 | Tour de France 2004 | Ville départ | 13e étape : Lannemezan - Plateau de Beille (205 km) | ( Lance Armstrong) Victoire annulée |
| 4 | Tour de France 2008 | Ville départ | 11e étape : Lannemezan - Foix (167,5 km)            | Kurt Asle Arvesen                   |
| 5 | Tour de France 2015 | Ville départ | 12e étape : Lannemezan - Plateau de Beille (195 km) | Joaquim Rodríguez                   |

Lannemezan a aussi été plusieurs fois ville étape du Tour des Pyrénées cycliste.

### Médias
Des bulletins d'information, édités par la commune, ont été créés et envoyés aux habitants lors de la première mandature de l'actuel maire PS de la ville, Bernard Plano. Ces bulletins sont aussi associés depuis peu à des bulletins d'information publiés par la communauté de communes du Plateau de Lannemezan.
Radio festival Lannemezan
- Une radio lannemezanaise a aussi fait son apparition, Radio Festival sur 95FM. Radio Festival Lannemezan est sous la tutelle d'une association « Festival D'Énergie du Plateau ». L'association qui avait pour but la création d'une radio locale, a été constituée en 2002. Radio Festival a été dans un premier temps une radio temporaire. Depuis août 2006, elle a reçu l'autorisation d'exploiter une radio permanente. D'abord installée dans les locaux d'une autre radio (RDC) dans le Comminges, après quelques déboires, elle a réintégré Lannemezan et a commencé à émettre le 16 novembre 2007 avec une toute nouvelle équipe de bénévoles. Le siège est toujours à la mairie de Lannemezan, le studio rue Alphonse-Couget et l'antenne sur le château d'eau du CM 10. Ce qui permet une couverture sur l'ensemble du Plateau de Lannemezan et une trentaine de kilomètres à la ronde. Depuis fin 2007, Radio Festival ne fonctionne qu'avec des bénévoles (une douzaine) et est financée par la publicité, quelques subventions de collectivités, les bénéfices des soirées et animations, les cotisations des adhérents et les dons. L'objectif est la promotion du territoire et des personnes qui y vivent (entreprises, commerçants, élus, associations, population). Elle a une obligation d'émettre chaque jour au moins quatre heures d'émissions concernant Lannemezan et le Plateau, au travers de flashs d'informations, de rencontres, de directs. Elle fonctionne 24 heures sur 24. On peut l'écouter à l'autre bout du monde grâce au site internet : radiofestival-lannemezan.fr[55].

Un espace public informatique a été créé à Lannemezan, d'abord situé rue Alsace-Lorraine, il a été transféré à l'espace Paul-Bert pour offrir davantage d'ordinateurs disponibles, le tout gratuitement.
La TNT est disponible à Lannemezan depuis sa création, grâce à l'emetteur du pic du Midi de Bigorre. L'internet haut débit ADSL est disponible sur la commune, et un projet de fibre optique détournée depuis l'autoroute est en cours.

### Cultes
Le culte catholique peut être pratiqué sur la commune, deux lieux de cultes sont présents : la chapelle des Bourtoulets et l'église Saint-Jean-Baptiste.

## Économie

### Emploi

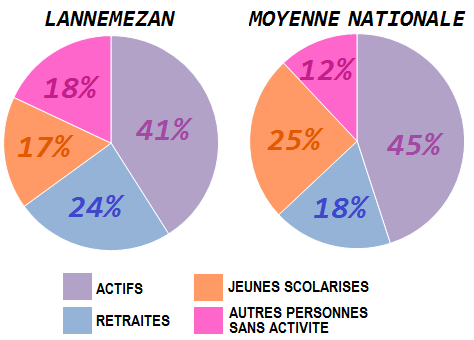
Statistiques comparatives de l'emploi à Lannemezan.

Les statistiques concernant l'emploi et l'économie de la ville sont regroupées dans le tableau suivant :
| Critère                            | Lannemezan | Moyenne nationale |
| ---------------------------------- | ---------- | ----------------- |
| Taux de chômage (1999)             | 12,8 %     | 12,9 %            |
| Taux de chômage (2005)             | 6,5 %      | 9,6 %             |
| Taux d'activité entre 20 et 59 ans | 76 %       | 82,2 %            |

| Secteur d'activité | Agriculture | Industrie | Tertiaire | Construction |
| ------------------ | ----------- | --------- | --------- | ------------ |
| Lannemezan         | 1,7 %       | 14,6 %    | 79,9 %    | 3,7 %        |
| Moyenne nationale  | 4,1 %       | 18,3 %    | 71,5 %    | 6,1 %        |

### Revenus de la population et fiscalité
Le revenu fiscal médian par ménage était en 2006 de 16 226 €, ce qui place Lannemezan au 14 352e rang parmi les 30 687 communes de plus de 50 ménages en métropole.
Le revenu moyen par ménage à Lannemezan s'élève à 17 312 € par an (statistiques basées sur les revenus 2007). Moyenne départementale : 18 506 € - Moyenne nationale : 21 930 €. Lannemezan se classe 237e commune sur les 465 communes classées dans le département. Par comparaison, on obtient les statistiques départementales suivantes :

### Industrie
La Zone industrielle de Peyrehitte et la Zone industrielle Sud sont constituées d'industries variées :
- Knauf Insulation : isolation thermique et acoustique (reconversion de l'ancien site d'Alcan, ouverture en 2009-2010).
- Arkema : chimie fine, fabrication d'hydrate d'hydrazine (le seul en France) et dérivés.
- PSI : environnement, gestion des déchets, transport et location.
- Carbone Savoie : fabrication des cathodes en carbone et en graphite.
- Neltec : fabrication de pré-imprégnés et stratifiés pour la réalisation de circuits imprimés hyperfréquences.
- Frans Bonhomme : canalisation, assainissement, travaux publics.
- F-Tech : aérostructures, en collaboration avec Daher-Socata (Tarbes).
- Socorem : électricité, automatismes et climatisation.
- FlexiLoc : matériel de chantier, location outillage et vente.
- ESL (énergies services Lannemezan) : distributeur public local d'électricité, de gaz et d'eau et entretien éclairage public.
- Prugent SAS : agencement de boutiques haut de gamme.
- Taboada (hors de la ZI Peyrehitte) : travaux publics.

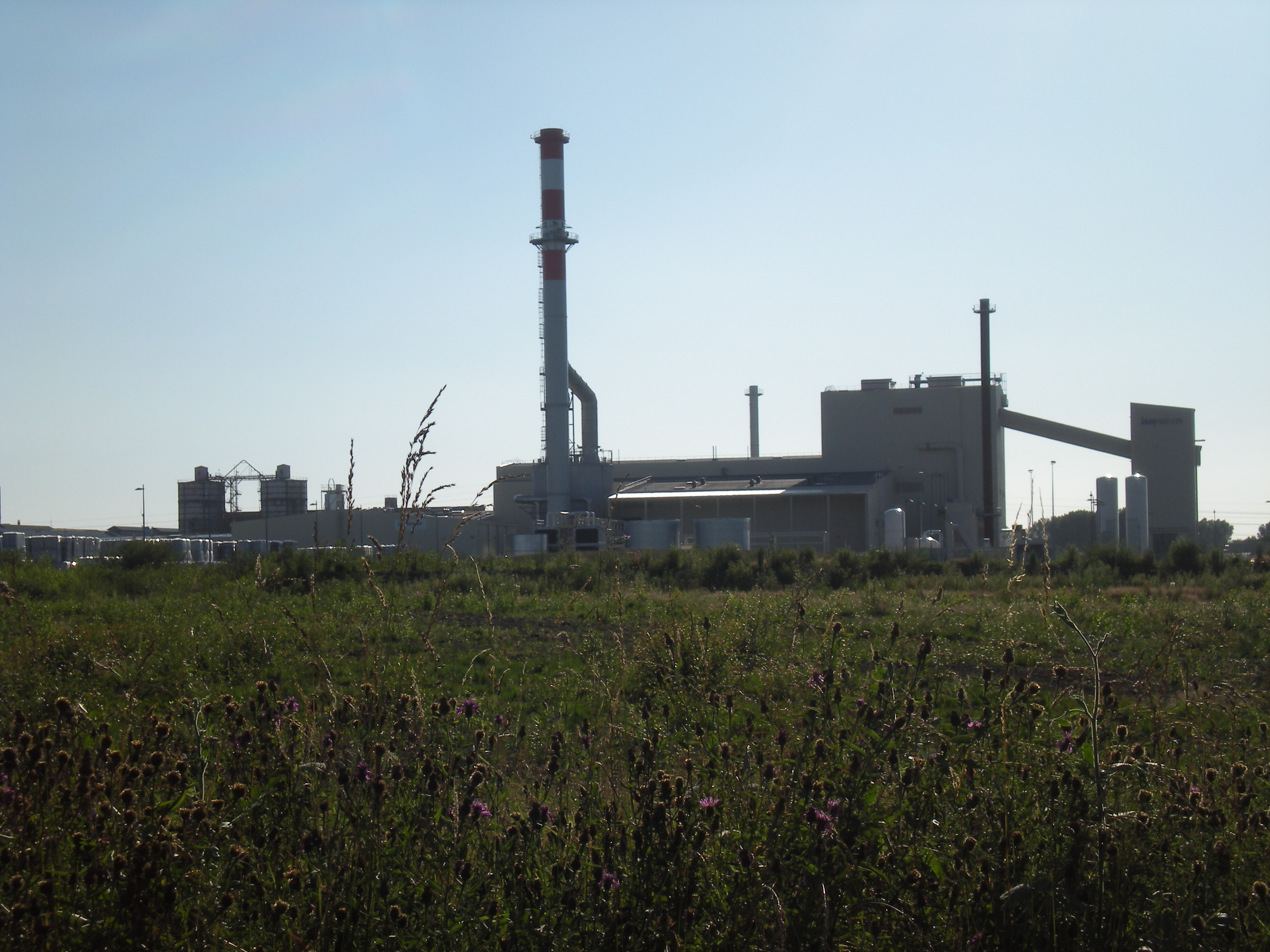
Usine Knauf Insulation, Zone Industrielle Peyrehitte.

### Agriculture
Lannemezan présente un important espace rural, sur lequel sont exercées des activités agricoles mixtes :
- polyculture avec cultures céréalières et pâturages ;
- élevages bovins, porcins, ovins et équins (chevaux lourds) ;
- présence d'une coopérative agricole et d'un ancien abattoir.

De nombreuses manifestations en rapport avec ces activités agricoles ont lieu tout au long de l'année dans la ville :
- la foire des Cendres en février ;
- le Concours régional ovins en mars ;
- la foire du Terroir fin août ;
- la foire de la Sainte-Catherine en décembre.

### Commerce
- La Zone Commerciale Peyrehitte est développée depuis 2006 au sud de la ville.
- La Zone Commerciale Peyrehicade à l'entrée ouest de la ville, sur les communes de Capvern et de Campistrous.

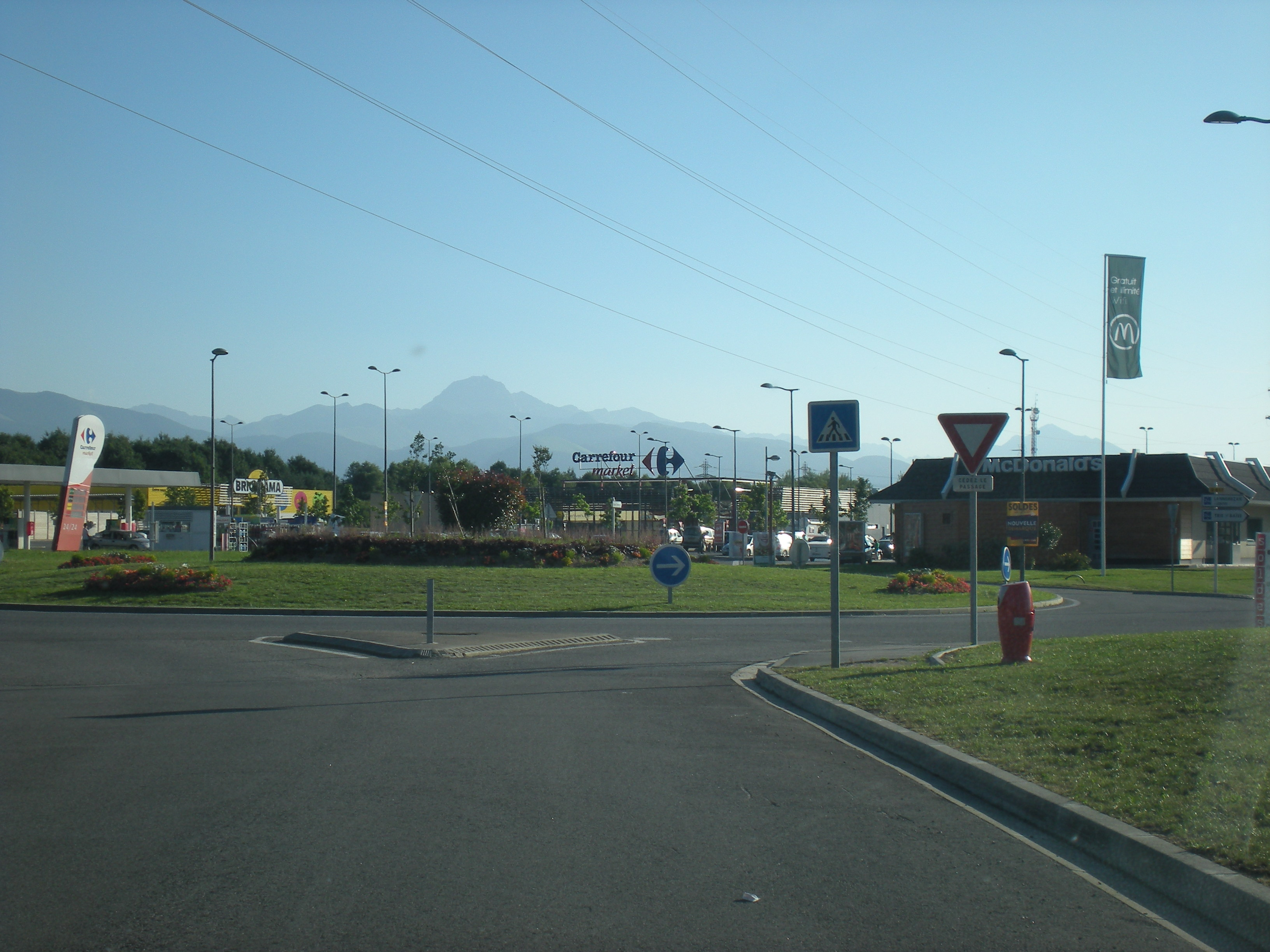
La Zone commerciale de la Ramondia, au sud de la ville.

### Tourisme
Lannemezan se situe à un carrefour entre mer et montagne, et représente ainsi un lieu de passage incontournable. La ville dispose de quatre hôtels, qui présentent une capacité d'accueil de 104 chambres (67 classées 2 étoiles, 37 classées 1 étoile).
Un projet de construction dans la Zone Industrielle Peyrehitte devait déboucher sur l'ouverture d'un hôtel en 2009. Ce projet, lancé par Brit Hotel et qui devait déboucher sur la construction d'un hôtel 3 étoiles de 69 chambres, semble avoir été abandonné à la suite de la crise économique.

## Culture locale et patrimoine

### Patrimoine religieux
- L’église Saint-Jean-Baptiste est une église gothique avec nef romane élargie (XIXe s.), abside (XVe s.), portail (XIIIe s.), chapiteaux historiés, clocher (XIXe s.) inachevé. Le portail est inscrit à l'inventaire des monuments historiques depuis le 24 octobre 1945[61].
- La chapelle des Bourtoulets.
- Le bois du Culassou abrite une statue de la Vierge Marie.

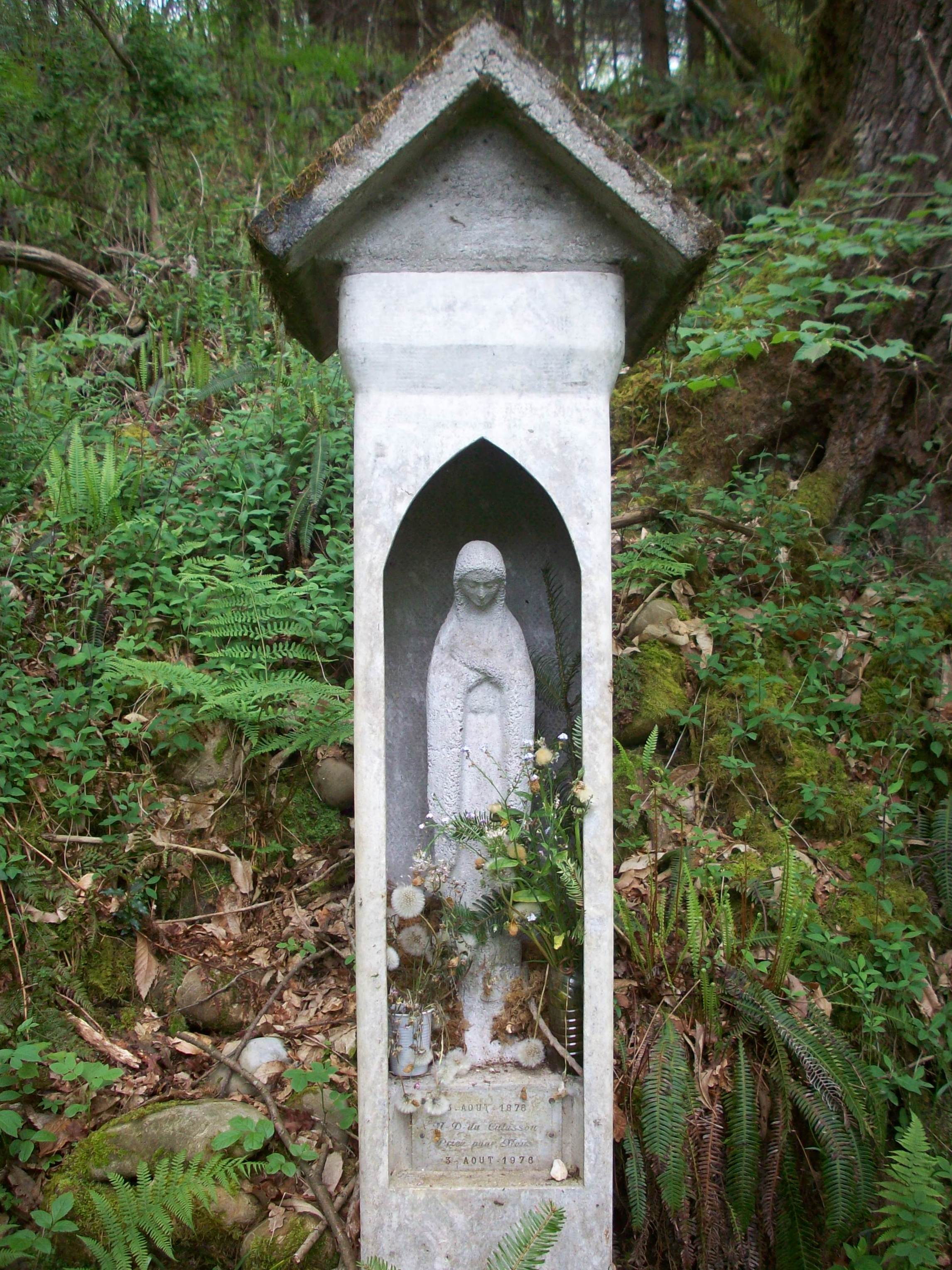
Vierge Marie du bois du Culassou.

### Patrimoine civil

#### Espaces publics

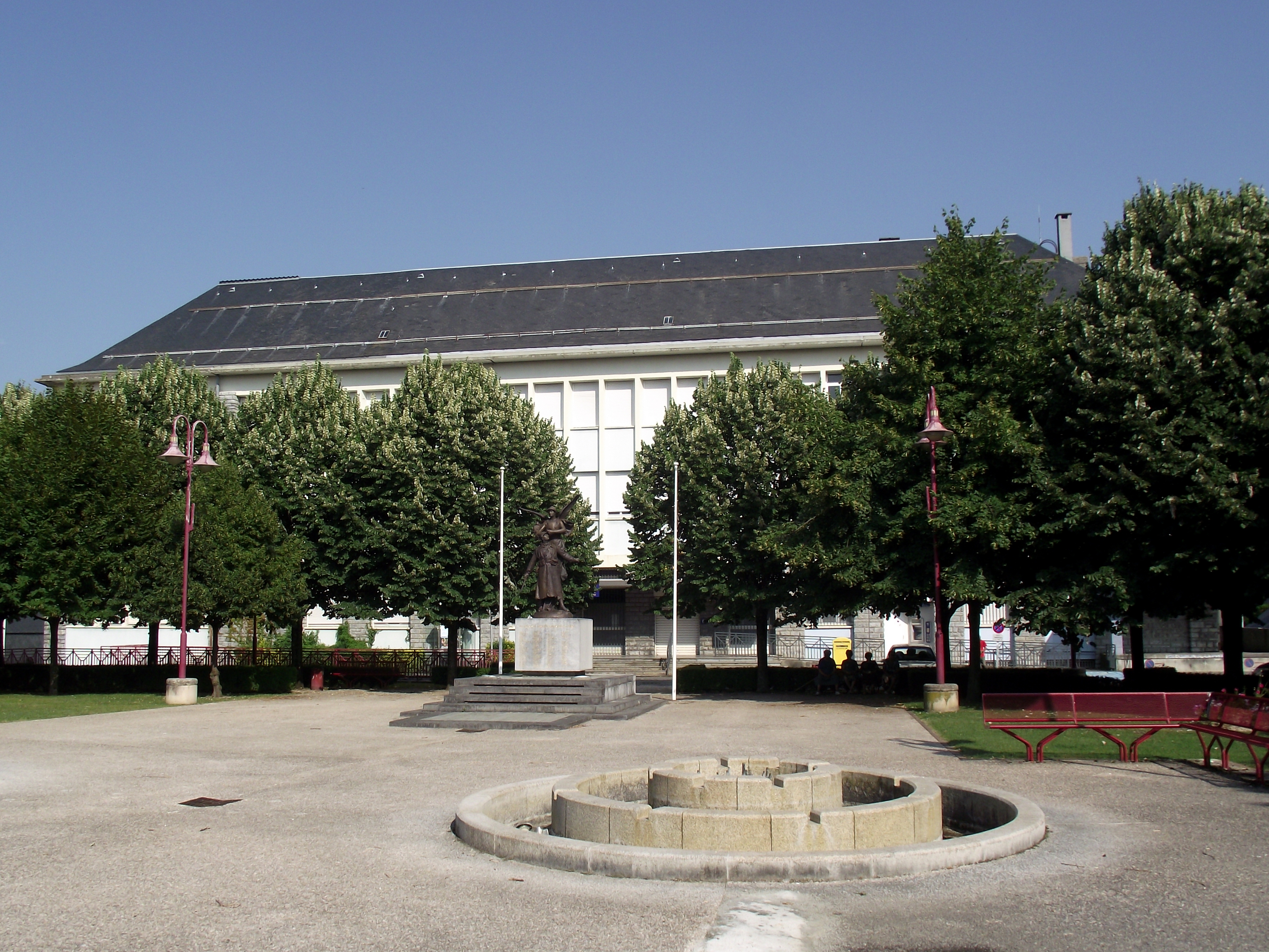
Place de la République.

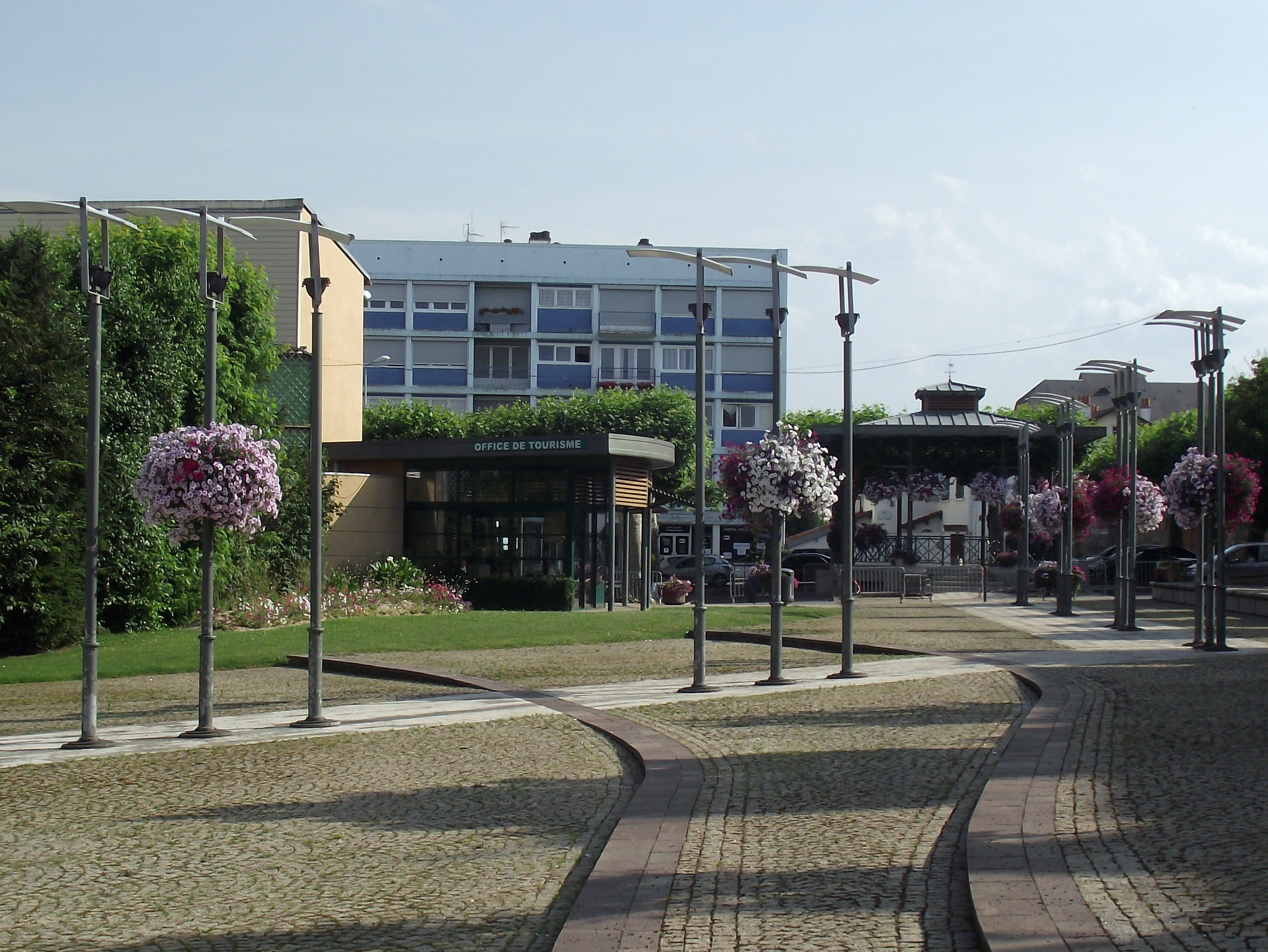
Place des Droits-de-l'Homme-et-du-Citoyen.

Lannemezan compte de nombreuses places arborées. La place de l'Hôtel-de-Ville est, avec sa fontaine, des plus modestes. Un bureau de poste monumental surplombe la place de la République et son monument aux morts. L'Office de tourisme longe une voie menant à un vaste kiosque sur la place des Droits-de-l'Homme-et-du-Citoyen. La place du Château est un vaste parking à proximité des halles encore en activité. La halle de la place de la Volaille a elle été transformée en salon de thé.
La ville a pour particularité de compter plusieurs monuments aux morts dont l'un, œuvre du russe Bernarovitch Feinberg, fut le malheureux Photos de Lannemezan en 1900 des époux Rothschild en 1921. Il heurta les fiertés locales et un nouveau monument le reléguant, fut érigé en 1925 peu après la défaite politique du baron. Il est l'œuvre du sculpteur de la Druidesse, Paul Ducuing.

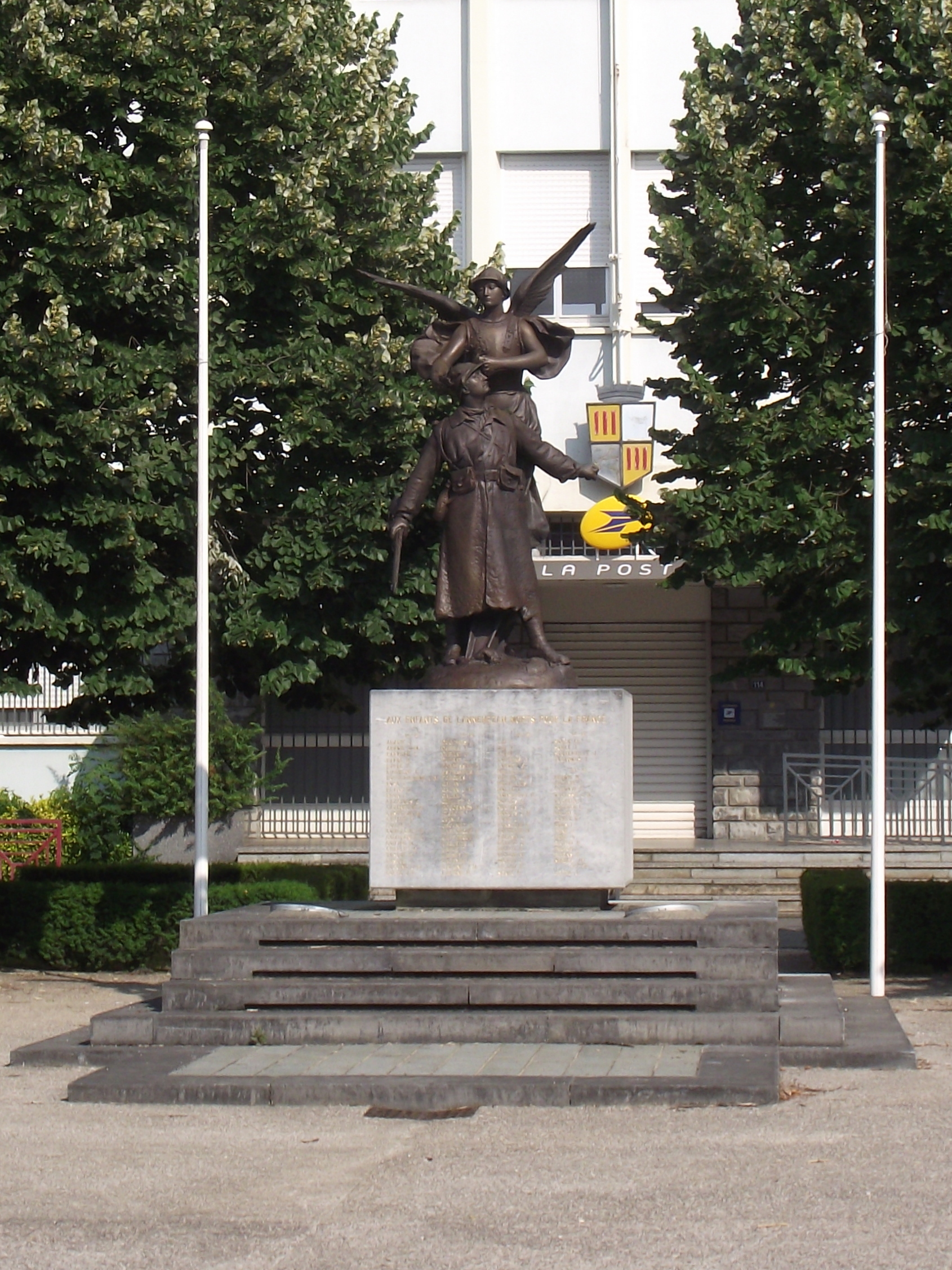
Monument aux morts municipal.
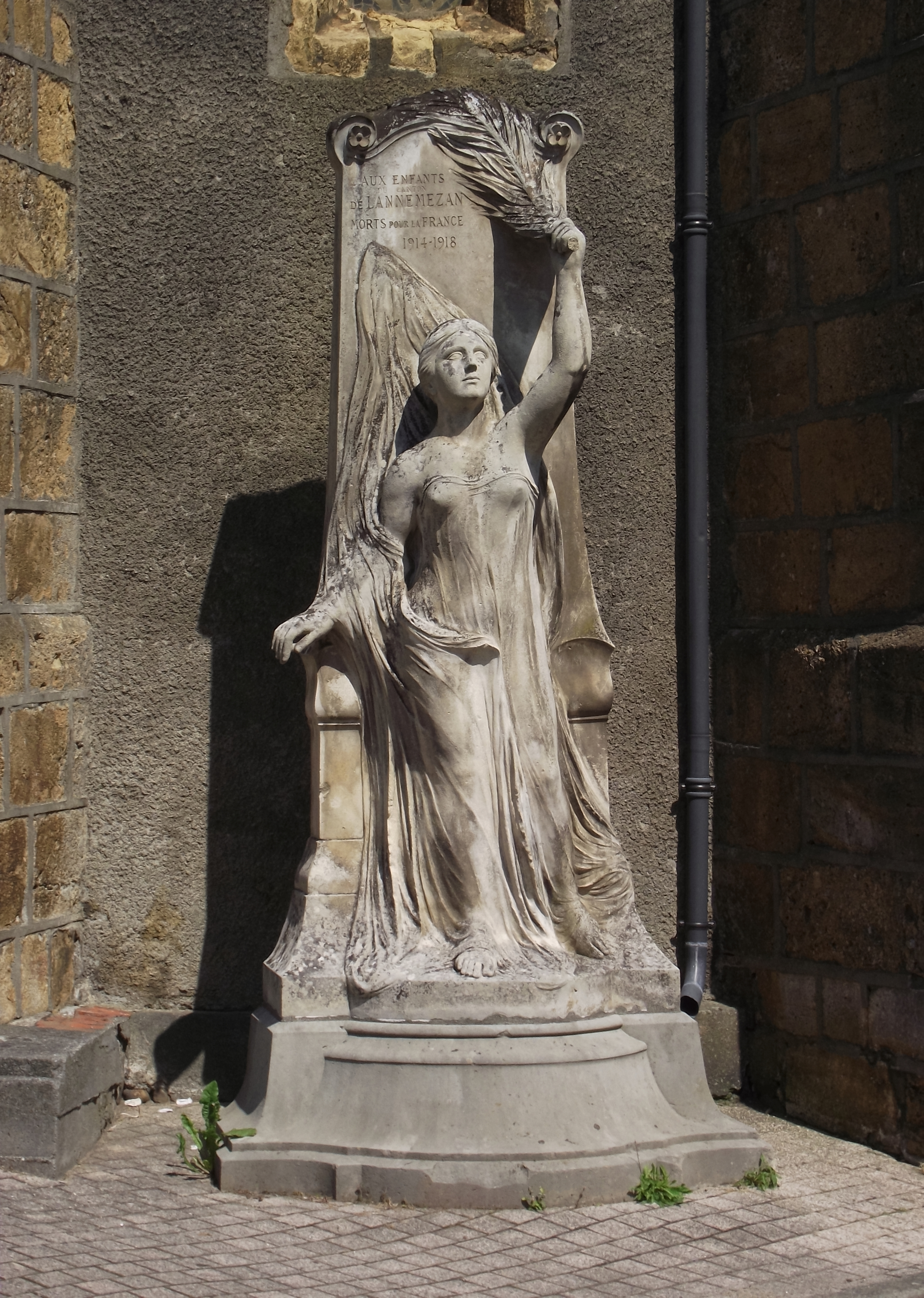
Monument aux morts Rothschild.
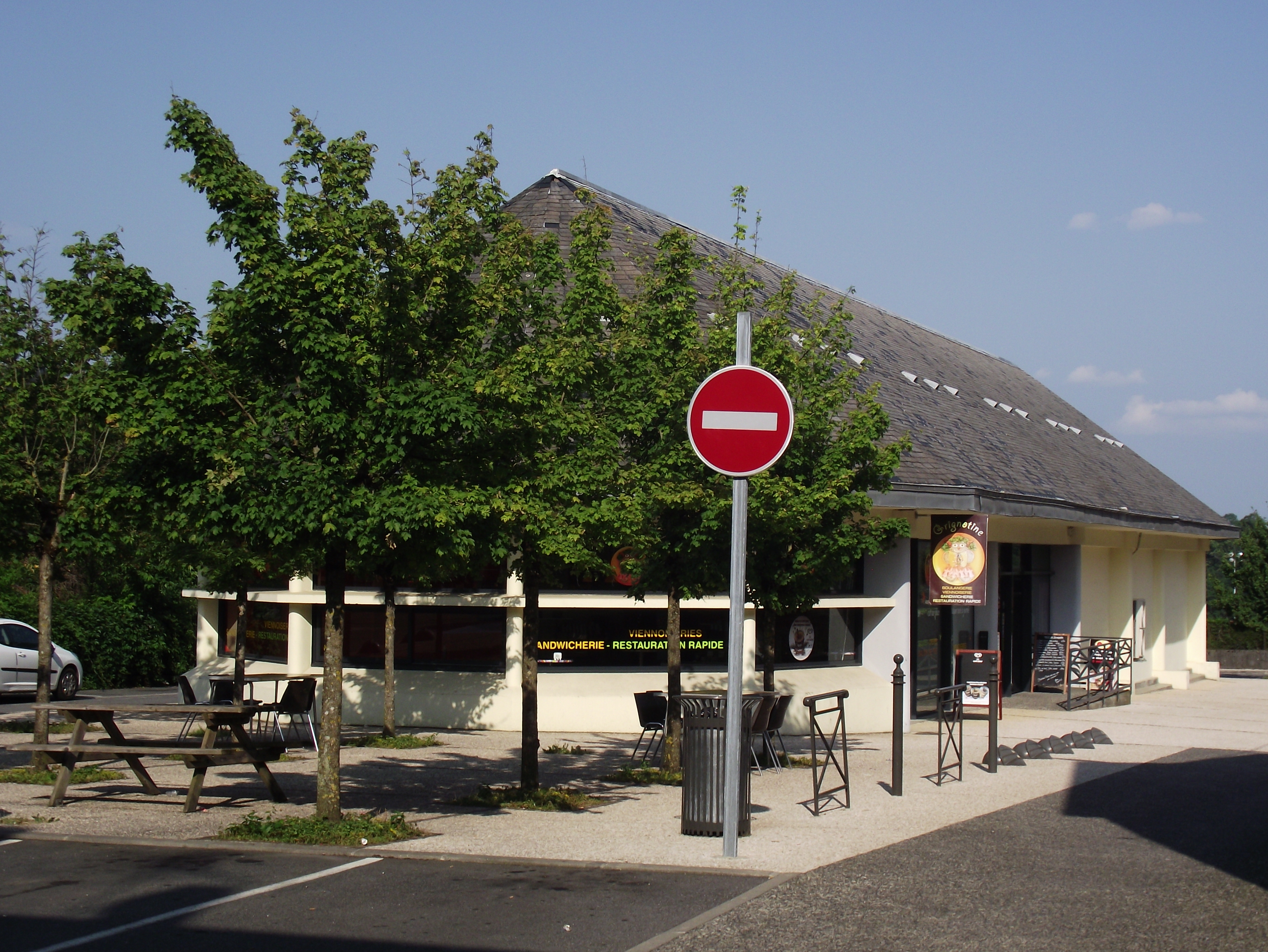
Place de la Volaille.

#### Demeures remarquables
- Le château Barbé, près du lieu-dit Peyrehicade et du canal de la Neste, fut construit par Benjamin Barbé (1818-1893), conseiller général des Hautes-Pyrénées (1875), professeur, écrivain et journaliste. Il est le fondateur en 1873 du journal l'Abeille paraissant à Tarbes tous les dimanches. Il décède au château Barbé en 1893.

#### Vestiges archéologiques
- Les tumulus T1 et T2 situés au lieu-dit Puyo Pelat, propriété de la commune, datent de l'âge du fer 1 et de l'âge du bronze. Ce site archéologique a été inscrit monument historique le 6 janvier 1971[62].

#### Patrimoine environnemental et fleurissement
- Certifiée "ville fleurie" depuis 2017, Lannemezan a obtenu deux fleurs au Concours des villes et villages fleuris en 2022
- Ville la plus fleurie du département, six années consécutives (classement du conseil général pour les villes de plaine de plus de 5 000 habitants), Lannemezan compte de nombreux espaces verts sont présents dans la ville : en particulier le square de l'école Paul-Baratgin et le bois des Résistants (ou bois de la Plantade).
- Le bois de la Plantade situé au lieu-dit le Guérissa, sur une superficie de huit hectares, longtemps laissé à l'abandon revit aujourd'hui grâce à un important programme de réhabilitation mené entre 2004 et 2006 par la ville avec le concours de l'ONF et des Pêcheurs du Plateau de Lannemezan.
- Le parc de loisirs de la Demi-Lune est constitué de dix-huit hectares bordés de forêts où coulent des canaux dérivés du Gers avec le pic du Midi de Bigorre à portée de regards. Le parc est constitué d'un grand lac central, de nombreux jeux (mini-golf, pédalos, etc.), de vastes espaces verts où vivent plusieurs espèces d'animaux exotiques, ainsi que de nombreuses statues et figurines qui relate les contes de Perrault. Ce parc attire chaque année plus de 150 000 visiteurs[63].
- Des jardins familiaux ont été inaugurés en 2010, près de la prison rue des Saligues.

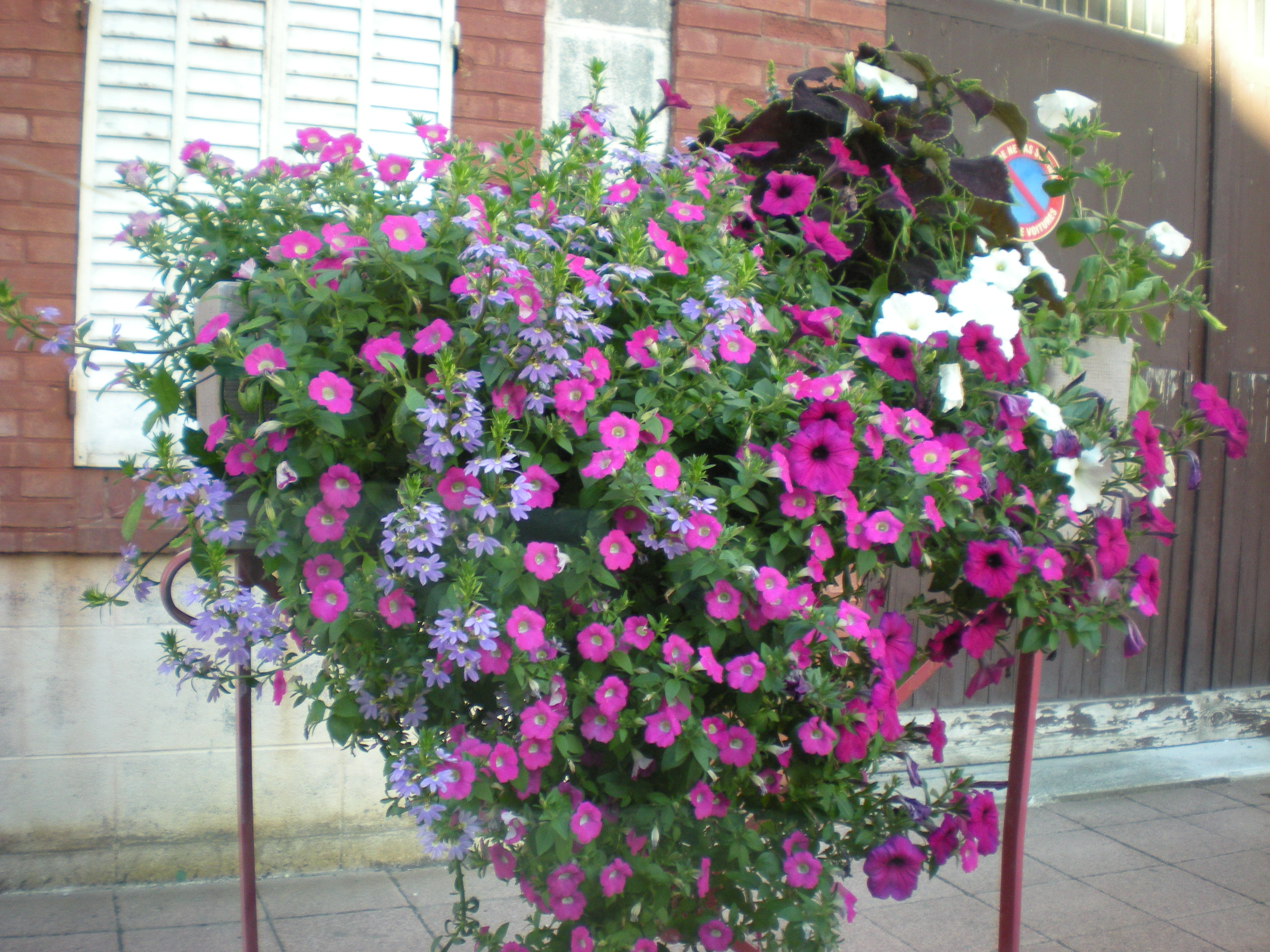
Jardinière en ville, rue Pasteur.

### Aux alentours
- Patrimoine naturel : grottes (grottes de Gargas, gouffre d'Esparros, grottes de Labastide) et milieux naturels (Les Baronnies, vallée d'Aure, vallée du Louron).
- Patrimoine religieux et historique : château de Mauvezin, abbaye de l'Escaladieu, Saint Bertrand de Comminges et sa cathédrale Notre-Dame de Saint-Bertrand-de-Comminges.
- Tourisme hivernal : stations de ski de fond et alpin (Saint-Lary-Pla d’Adet, Piau-Engaly, Peyragudes, Val-Louron, Nistos Cap Nestès).

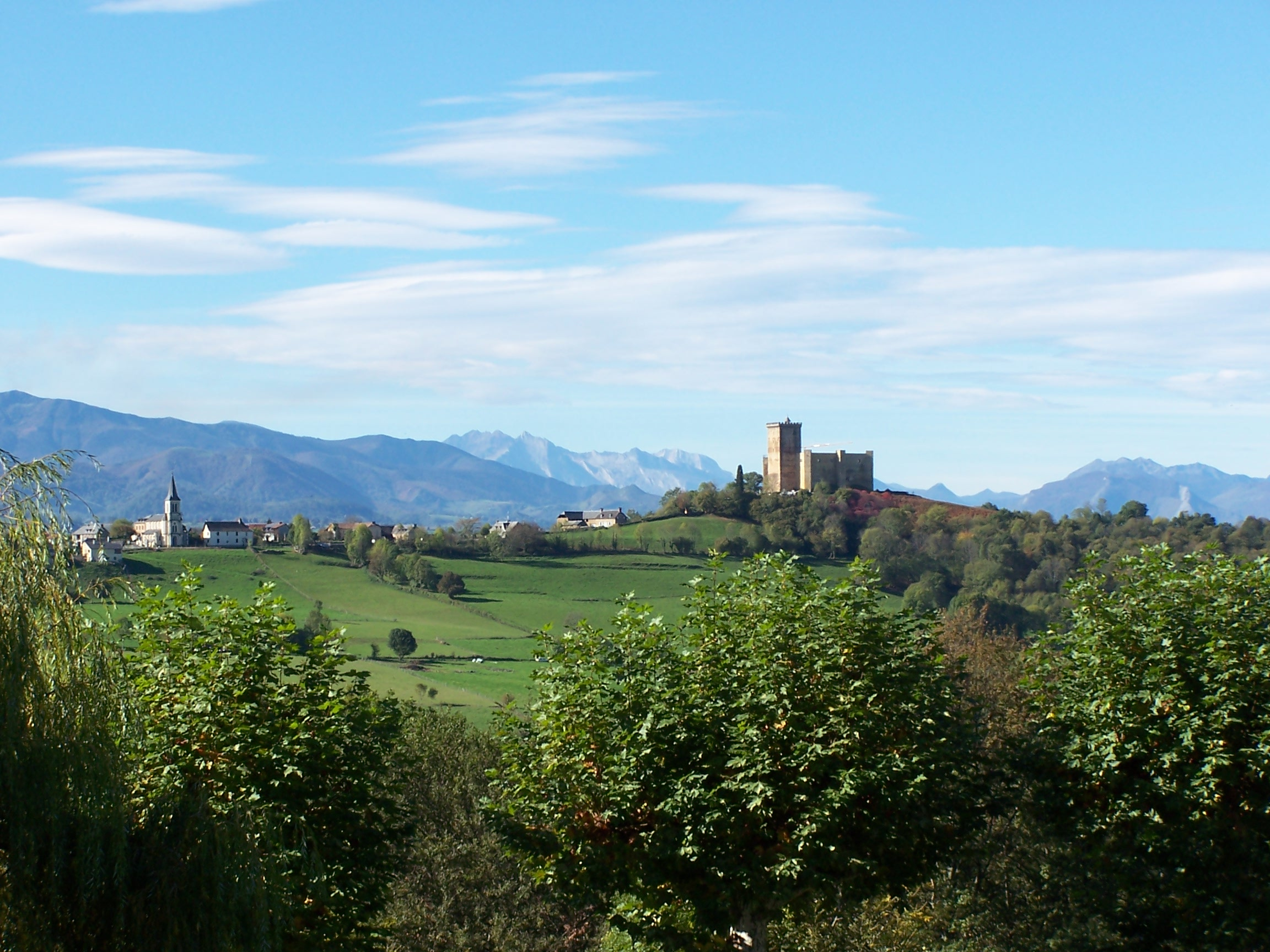
Le château de Mauvezin et la chaîne pyrénéenne en arrière-plan.
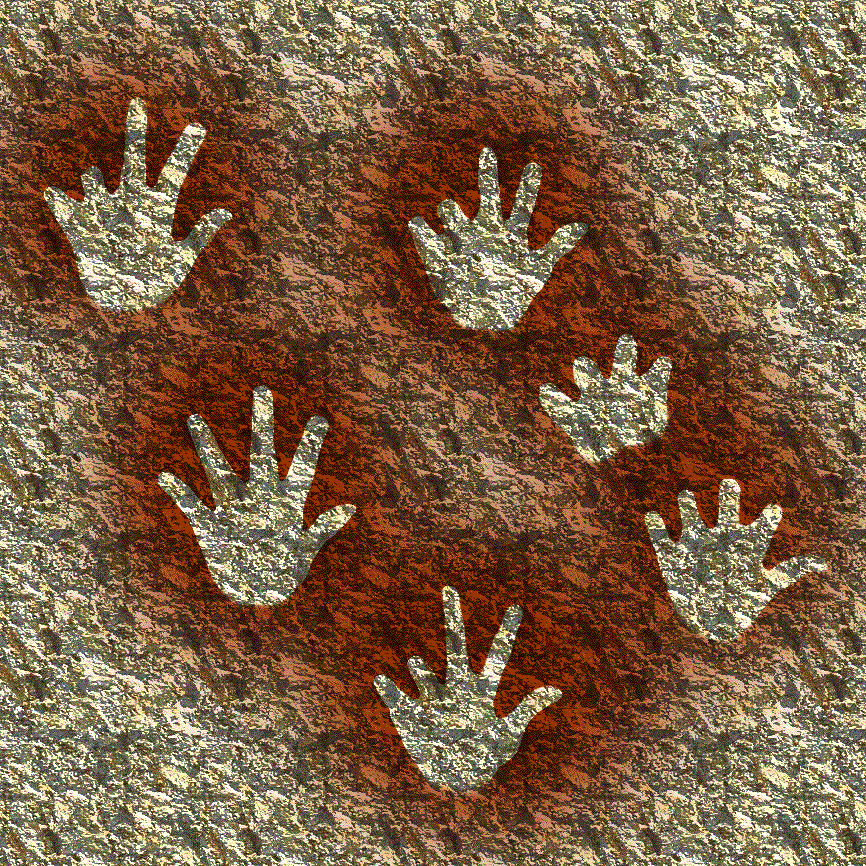
Grottes de Gargas.
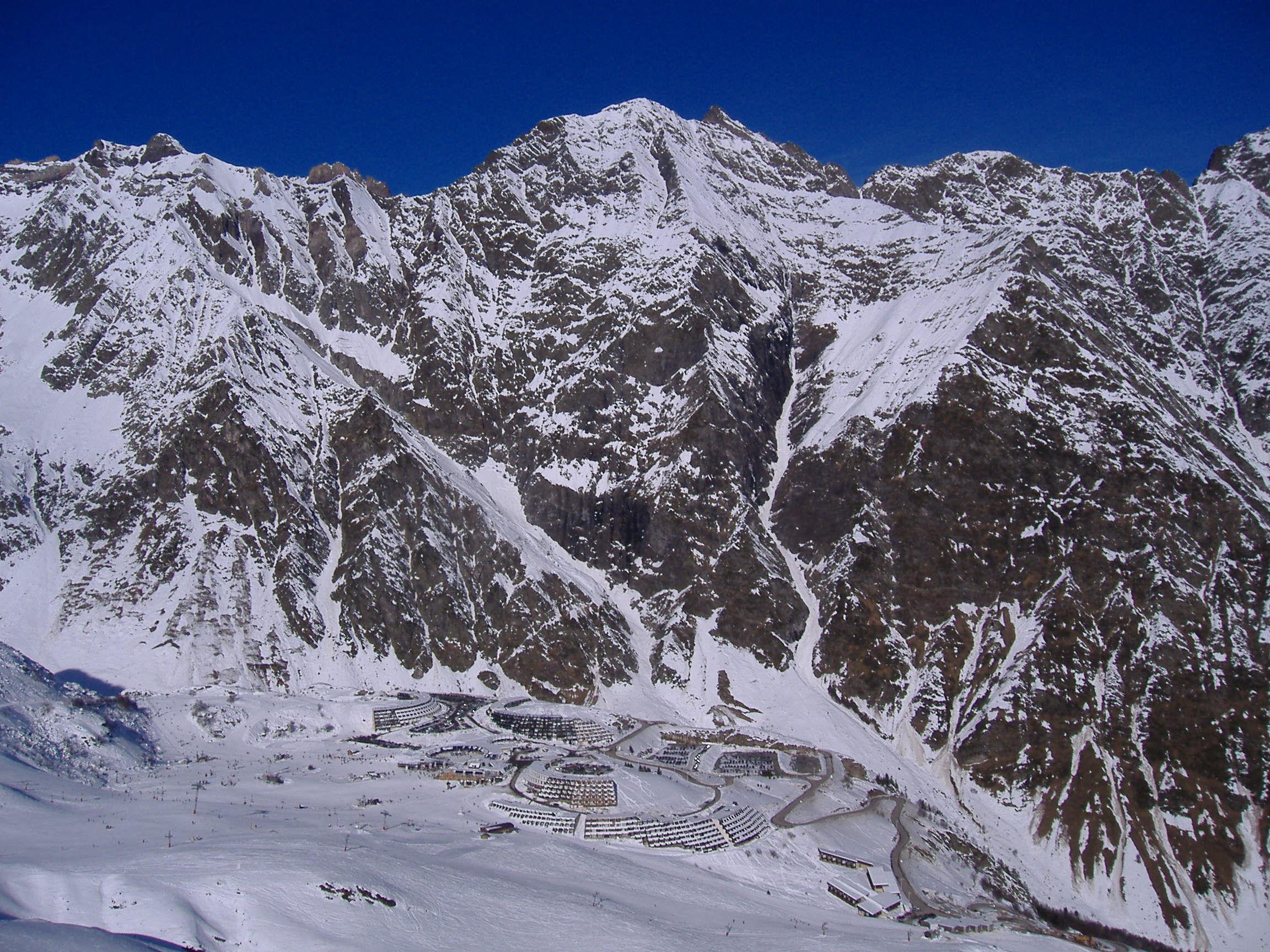
Vue aérienne de la station de Piau-Engaly.
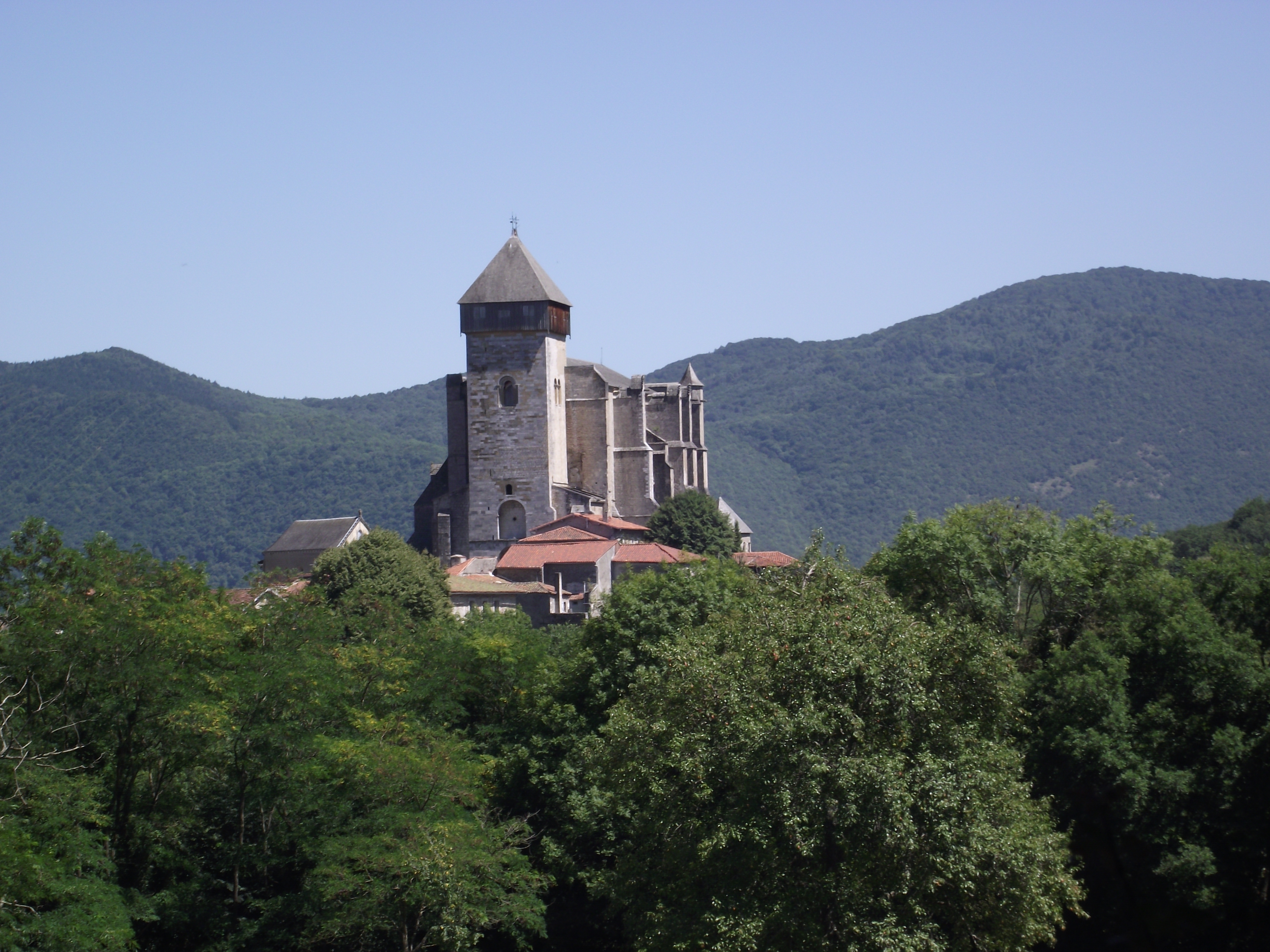
Saint-Bertrand-de-Comminges.

### Personnalités liées à la commune
- Henry Castaing (1895-1961), artiste et commissaire de police. Résistant, il poursuivit une carrière dans l'administration préfectorale et la haute administration après la guerre.
- Henri Ueberschlag (1912-1976), pionnier de la psychiatrie moderne qu'il mit au point durant vingt ans à l'HPL.
- Félix Lacrampe (1924), joueur de rugby à XV, né à Lannemezan.
- Edmond Lay (1930), architecte, Grand Prix d'architecture, né à Lannemezan.
- René Hourquet (1941), arbitre international rugby à XV.
- Jean-Paul Abadie (1958), grand chef cuisinier français et désigné Cuisinier de l’année en 2004 par le Gault et Millau, il dirige le restaurant l'Amphitryon à Lorient pour lequel il a obtenu deux étoiles au Guide Michelin en 2002.
- Pierre Berbizier (1958), joueur de rugby à XV formé à Lannemezan, ancien entraîneur de l'équipe de France, d'Italie, du RC Narbonne et actuel entraîneur du Racing Métro.
- Philippe Rougé-Thomas (1961), joueur de rugby à XV, né à Lannemezan.
- Philippe Calabria (1965), pasteur protestant et militant chrétien, né à Lannemezan.
- Paul-Henri de Le Rue (1984), snowboarder, médaillé de bronze aux Jeux olympiques de Turin de 2006, né à Lannemezan.
- Marie-Laure Brunet (1988), biathlète, médaillée de bronze aux Jeux olympiques de Vancouver en 2010, née à Lannemezan.
- Solène Jambaqué (1988), skieuse, quadruple médaillée (2 médailles d'or, 1 d'argent et 1 de bronze) aux Jeux paralympiques de Turin en 2006 et double médaillée d'argent aux Jeux paralympiques de Vancouver en 2010, a fréquenté le lycée Michelet de Lannemezan en section ski.
- Antoine Dupont (1996), né à Lannemezan, est un joueur international français de rugby à XV évoluant principalement au poste de demi de mêlée. Il joue au sein de l'effectif du Stade toulousain et en équipe de France depuis 2016.
- Diego Orecchioni (2000), skieur alpin, né à Lannemezan.

### Héraldique, logotype et devise
| Blason de Lannemezan | « Écartelé : au premier et au quatrième d’or aux trois pals alésés de gueules, au deuxième d’azur à la vache passante accolée et clarinée d’argent, au troisième d’argent au lévrier rampant et contourné de sable » |  |

### Décorations, distinctions et titres
- Obtention de la Croix de guerre 1939-1945.
- Première mairie présente sur Second life.
- Une partie de l'église Saint-Jean-Baptiste est classée aux Monuments historiques.
- Les tumulus T1 et T2 sont aussi classés aux Monuments historiques.
- Label "Ville fleurie", deux fleurs (première fleur obtenue en 2017, deuxième fleur obtenue en 2022 au Concours des villes et villages fleuris).

### Iconographie
- Photos de Lannemezan en 2005